# 사파비 제국
대이란국, 보호받는 이란국, 사파비 페르시아, 내지는 사파비 제국은 1501년부터 1736년까지 사파비 왕조에 의해 통치된 근세 페르시아 제국이다. 이들은 7세기 무슬림의 페르시아 정복 이후 가장 거대하고 장기간에 걸쳐 존속한 이란 제국 중 하나였다. 왕조의 개창자이자 초대 사파비 샤 이스마일 1세가 제국의 공식 종교로서 시아파 이슬람의 열두 이맘파를 채택한 것은 이슬람 역사에서 가장 중요한 전환점 중 하나로 기록되었다. 한편 사파비 제국은 화약 제국의 일원이었을 뿐만 아니라, 종종 현대 이란 역사의 시작점으로 여겨지기도 한다.
사파비 왕조는 본래 쿠르드계 신비주의자 사피 앗딘 아르다빌리가 설립한 수피즘 종파 사파비야에 그 뿌리를 둔 페르시아계 왕조였지만, 나중에는 튀르크멘인, 조지아인, 체르케스인, 그리고 폰틱 그리스인과 혼혈되었을 뿐만 아니라 튀르크어를 사용하는 등 튀르크화되었다. 아르다빌에 근거지를 둔 사파비인들은 대이란의 일부 지역에 대한 지배권을 확립하고 이 지역의 이란 정체성을 재확인함으로써, 부와이흐 왕조 이후 공식적으로 '이란'이라고 알려진 국가를 세운 첫 토착 왕조가 되었다.
그들은 1501년부터 1722년까지 통치했으며, 절정기에는 오늘날의 아제르바이잔, 아르메니아, 조지아 동부, 러시아를 포함한 북카프카스의 일부와 이란, 이라크, 쿠웨이트, 아프가니스탄, 바레인, 튀르키예 및 시리아와 파키스탄의 전역 또는 일부를 지배했다. 심지어 일시적이지만 투르크메니스탄과 우즈베키스탄까지 진출하기도 했다.
비록 그들이 1736년 멸망했음에도 불구하고, 그들이 남긴 유산들ㅡ동서양을 잇는 경제적인 무역거점 역할으로서의 이란의 부활, '견제와 균형'을 바탕으로 한 효율적인 국가 체제 및 관료제의 확립, 건축의 혁신과 순수 예술에 대한 막대한 후원ㅡ은 오늘날까지 남아 있다. 사파비 왕조는 또한 이란의 공식 국교로 시아 이슬람 열두 이맘파를 채택하고 이를 중동, 중앙아시아, 카프카스, 아나톨리아반도, 페르시아만, 메소포타미아의 주요 지역에 전파하려 노력함으로써 현대 이란의 정체성 형성에 적지 않은 영향을 미쳤다.

## 국호
'보호받는 이란국', 내지는 '이란 보호령'(페르시아어: ممالک محروسهٔ ایران 마말리키 마흐루사이 이란)은 사파비 제국의 보편적이고 공식적인 명칭이었다. 페르시아 문화, 전제군주제, 시아파 이슬람이 발전하는 국가 정체성의 필수 요소가 된 사회에서, '보호받는 영역' 내지 '보호령'이라는 개념은 영토적, 정치적 통일성에 대한 당대의 인식을 잘 보여준다.. 이러한 관례는 대체로 13세기 후반 몽골 지배기와 일 칸국 시대에서부터 형성되기 시작한 것으로 추정되는데, 특히 사파비 시대에는 토착 지역 문화, 타국과의 무역, 페르시아어, 그리고 부분적이지만 시아파 이슬람이라는 다양한 요소가 추가됨으로써 오늘날 페르시아 세계의 확립에 기여했다. 한편 당대 페르시아인들은 이것을 단순히 축약하여 '이란 왕국(페르시아어: ممالک ایران 마말리키 이란)', 또는 더 다양한 변형인 '왕실 보호령(Mamalik-i mahrusa-yi khusravani) 및 '황실 보호령(Mamalik-i mahrusa-yi humayun)이나 단순하게 '이란(페르시아어: ایران)'이라는 명칭을 사용했다.
'광대한 이란의 영토(페르시아어: ملک وسیع‌الفضای ایران 물라키 바시 알 파자이 이란)'이라는 다른 명칭은 17세기 페르시아어 연대기인 「콜드 에 바린(Khold-e barin)」과 1680년대 시암 주재 사파비 사절단의 여행기인 「사파이녜 솔레이마니(Safine-ye Solaymani)」에서 등장한다. 이는 작가들의 고국 페르시아에 대한 자부심과 존경, 그리고 칭찬을 강조하고 있는 명칭일뿐만 아니라, 당대의 글 작품에서 볼 수 있는 '제국'을 묘사한 페르시아식 표현일 가능성이 높다.

## 역사

### 건국 이전

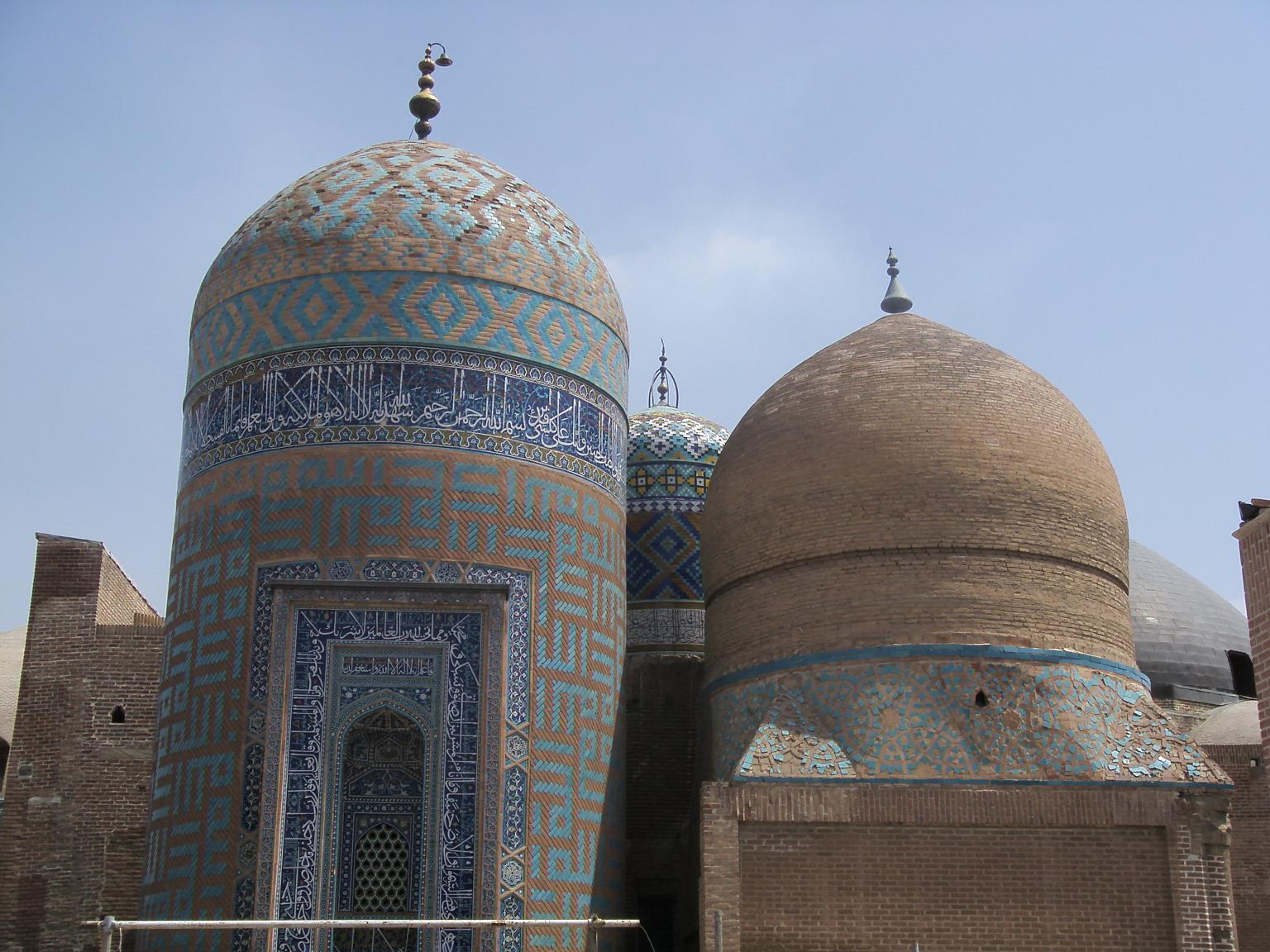
사파비야 창시자 사피 앗딘 아르다빌리의 무덤. 오늘날 이란에 위치해 있다.

사파비 제국의 기원은 시조 사피 앗딘 아르다빌리(1252~1334)의 탄생과 함께 시작된다. 그의 가문은 11세기부터 아르다빌 지역을 중심으로 꽤나 영향력을 발휘하고 있었던 쿠르드계 대가문이었다. 사피 앗딘은 어릴 적부터 매우 영특하여 자신에게 맞는 스승을 찾아 이곳저곳을 떠돌아 다니다가, 길란 지방에서 자헤디야 분파의 수피교 교단을 이끌던 자히드 길라니를 만나게 되었다. 사피 앗딘은 그의 휘하로 들어가 그곳에서 두각을 드러냈고, 자히드 길라니의 딸 비비 파티마와 결혼하면서 명실상부한 교단의 차기 후계자로 자리매김했다. 이후 1301년 자히드 길라니가 사망하자, 사피 앗딘은 자헤디야 분파를 통째로 흡수한 뒤 자신의 이름을 따서 교단의 명칭을 '사파비야'로 개명했다. 당연하게도 사파비야의 중심지는 아르다빌이 되었는데, 이를 두고 이슬람 학자 함둘라 무스타우피는 아르다빌의 주민 대부분이 사피 앗딘의 추종자들이라고 언급했다.
지금은 사라진 북서부 이란어 계통의 구 아제리어로 쓰여진 사피 앗딘의 종교적 시문과 페르시아어 의역문은 오늘날까지 남아 있으며, 언어적으로나 역사적으로나 중요한 의미를 지니고 있다.
사피 앗딘 사후, 사파피야의 수장 자리는 그의 아들 사드르 앗딘 무사에게로 넘어갔다. 이미 사파비야는 전대부터 페르시아, 시리아, 소아시아, 심지어 저 멀리 스리랑카에까지 선전 및 포교 활동을 하는 일종의 종교정치세력으로 변모했지만, 이때까지만 해도 수니파와 수피즘 교단으로서의 성격은 그대로 가지고 있었던 것으로 보인다. 사드르 앗딘 이후에는 그의 아들 크와자 알리가, 그리고 다시 그의 아들인 이브라힘이 차례대로 사파비야의 수장을 역임했다.
1447년, 이브라힘의 아들인 셰이크 주나이드가 수장 자리에 오르면서 사파비야 교단의 운명은 결정적으로 바뀌었다. 역사학자 로저 세보리는 "그는 단순히 영적인 권위에만 만족하지 않았고 세속적인 권력을 추구했다"고 평가했는데, 그의 말대로 셰이크 주나이드는 사파비야가 이전에 누렸던 종교적인 영향력 뿐만 아니라 정치와 군사 방면에서 권력을 얻으려 시도했다. 당시 페르시아에서 가장 강력했던 왕조는 '검은 양(黑羊)' 카라 코윤루 왕조였는데, 그 통치자 자한 샤는 아제르바이잔 일대를 중심으로 힘을 키워가던 사파비야를 경계하여 주나이드를 추방했다. 그러자 주나이드는 카라 코윤루의 경쟁 국가였던 '하얀 양(白羊)' 아크 코윤루 왕조의 통치자 우준 하산에게 망명했고, 그의 여동생 카디자 베굼과 결혼하여 양측의 동맹을 공고히 했다. 이후 주나이드는 세력을 되찾기 위해 아제르바이잔의 시르반샤를 침입하던 중 사망했고, 그의 아들 셰이크 하이다르가 뒤를 이었다. 하이다르의 삼촌인 우준 하산은 흑양 왕조를 멸망시키고 나서 사파비야 세력의 본거지였던 아르다빌을 하이다르에게 돌려주었다. 아르다빌을 회복한 사파비야는 이후 이라크나 아제르바이잔 일대에서 들어오는 이주민들을 받아들이면서 빠르게 세력을 키워나갔으며, 오세티야~다게스탄 지방을 약탈하면서 교단의 세력을 계속 확장시켰다.
하이다르 역시 우준 하산의 딸 알람샤 베굼과 결혼했다. 그녀의 모친은 트라페준타 제국의 공주였던 데스피나 카툰으로써 동로마 제국의 황족이었는데, 데스피나는 아나톨리아 반도에서 강대해져가는 오스만 제국으로부터 모국을 보호하기 위해 우준 하산과 결혼했다. 즉, 사파비 황제들의 조상을 거슬러 올라가면 동로마의 혈통 역시 조금이지만 섞여 있었다고 볼 수 있다.
사파비야에게 호의적이었던 우준 하산이 사망한 이후 새롭게 즉위한 야쿱은 사파비야에게 전혀 호감을 갖고 있지 않았으며, 오히려 그들이 지나치게 극단주의적으로 행동하고 영향력을 계속 확대해나가는 것에 위협을 느꼈다. 야쿱은 1488년 시르반샤와 동맹을 맺고 하이다르를 살해했다. 이 무렵 사파비야 추종자들의 대부분은 소아시아 및 아제르바이잔 출신의 오구즈 튀르크인들로 구성된 키질바시("붉은 머리")였는데, 이들은 강력한 유목민 전사였으므로 사파비야의 군대와 정치 권력의 원천이었다.
하이다르가 사망하자, 그의 장남 알리 미르자 사파비가 임시로 사파비야의 지도자로 등극한다. 그러나 알리 미르자가 복수해올 것을 두려워한 야쿱은 그를 공격하여 사파비야 일가 전체를 페르시아 남부로 유배시켰다. 이후 야쿱이 죽고 아크 코윤루에서 내란이 일어나자, 알리는 사파비야의 막강한 군사력을 빌리고자 했던 루스탐 왕자에 의해 풀려날 수 있었다. 루스탐은 자신이 죽으면 알리 미르자에게 왕위를 물려주겠다는 조건으로 사파비야 군대를 내전에 끌어들였다. 루스탐은 사파비야의 지원에 힘입어 왕위 계승전에서 승리하고 술탄으로 즉위했지만, 사파비야가 지나치게 강력하다는 것을 깨닫고 알리 미르자를 죽이기 위해 기병대를 보냈다. 알리 미르자는 급히 피신했지만 아무리 도망쳐도 제 몸을 구할 수 없다는 것을 깨닫고, 당시 7세에 불과하던 동생 이스마일에게 사파비야의 수장 자리를 넘긴다는 명령을 전한 뒤, 이스마일이 도망갈 시간을 벌어주기 위해 추격대와 맞서 싸우다가 죽었다. 이렇게 사파비야의 운명은 어린 이스마일의 손에 달리게 된다.

### 이스마일 1세 (1501~1524)

#### 혼란 속의 페르시아

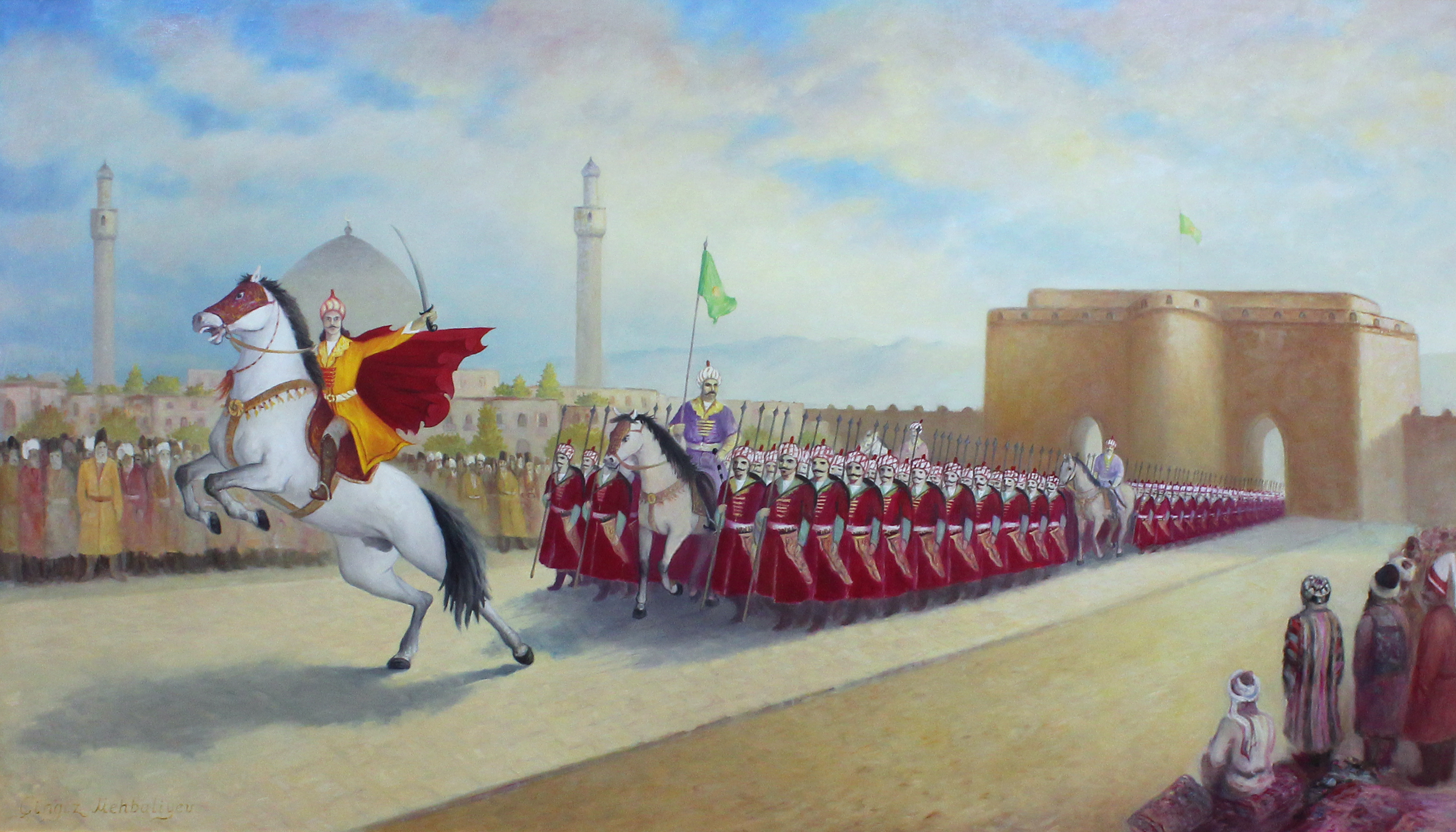
화가 칭기즈 메발리예프가 그린, 타브리즈 아르그에 그려져 있는 이스마일 1세의 승전 기념화. 그는 아크 코윤루로부터 승리를 거둔 뒤 타브리즈에 입성하여 자신을 '샤'라고 칭했다.

당시 이란의 정세는 굉장히 복잡했다. 한때 페르시아 전체를 정복했던 티무르 제국(1370~1506)이 쇠퇴한 이후 정치적~종교적으로 분열되어 다양한 세력들이 난립했던 것이었는데, 특히 티무르 제국의 권위가 사라지면서 여러 종교 공동체들, 특히 주류 이슬람 사회에서는 소수파 취급받던 시아파 세력들(후루피야, 누크타비, 무사샤이야 등)이 두각을 드러낼 수 있는 상황이 조성되었고, 이스마일이 이끌던 사파비야 교단도 이들 중 하나였다. 1500년경 즈음의 이란에 있던 세력들과 그 통치자를 정리하자면 다음과 같다.
- 헤라트의 티무르조 통치자, 후세인 바이카라. 페르시아 동부 및 호라산 일대를 장악하고 있었음.
- 타브리즈의 백양조(아크 코윤루) 통치자, 알반드 미르자. 아제르바이잔과 아르메니아 고원 일대를 장악하고 있었음.
- 이라키 아잠의 백양조 통치자, 무라드 베그. 페르시아 서부와 남부 일대를 장악하고 있었음.
- 아제르바이잔의 시르반샤 통치자, 파루크 야사르. 카프카스 남동부를 장악하고 있었음.
- 발흐의 티무르조 통치자, 바디 알자만. 후세인 바이카라의 아들으로서 당시 발흐 지역을 분봉받았던 상태였음.
- 셈난의 토착 통치자, 후세인 키아 첼레비.
- 야즈드의 통치자, 무라드 베그 바얀두르
- 시스탄의 미라반조 통치자, 술탄 마흐무드 이븐 니잠 앗딘 아히야. 아프가니스탄 서남부 지역(시스탄)을 통치하고 있었음.
- 마잔다란과 길란 지역은 여러 토착 왕조들로 분열되어 있었음.

#### 건국

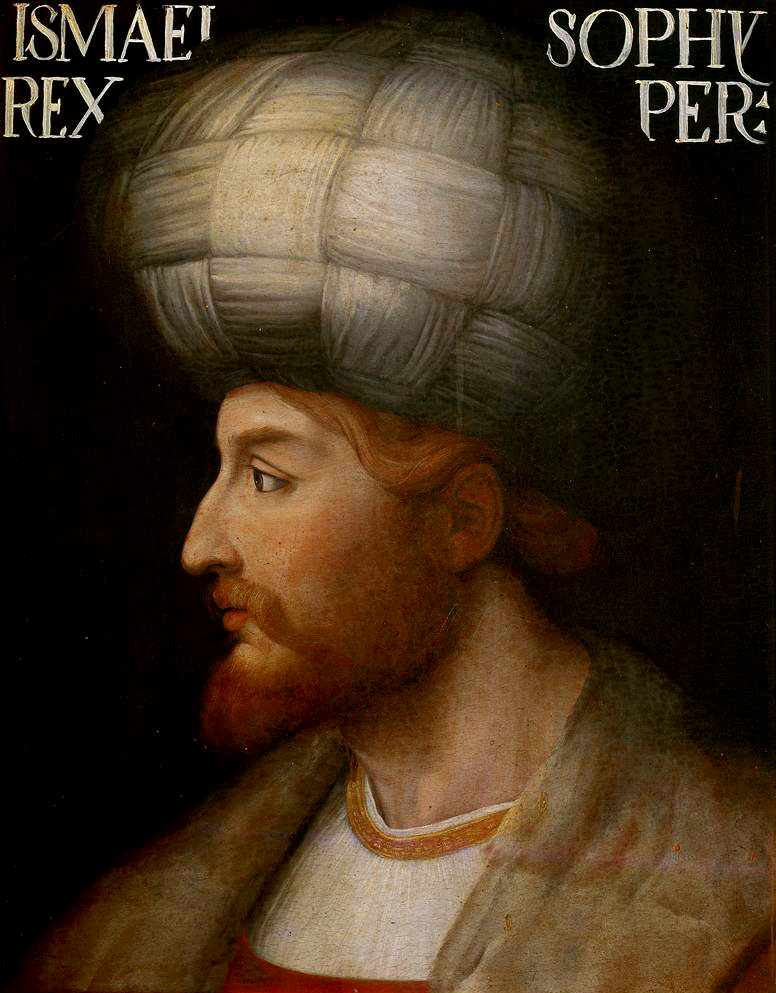
사파비 왕조의 개창자이자 초대 샤한샤(황제)인 이스마일 1세의 초상화. 그가 사파비 제국을 건국한 다음에 한 행동은 시아 이슬람, 개중에서도 열두이맘파를 새로운 페르시아 제국의 공식 국교로서 선포한 것이었다. 이후 그는 아바스조 칼리파, 수니파 이맘 아부 하니파 알 누만, 수피파 압둘 카디르 등의 무덤을 파괴해버리면서 중동에 종교적으로 일대 긴장감을 불러 일으켰다.

사파비 제국은 1501년경 이스마일 1세에 의해 건국되었다. 그와 그의 가문의 배경에 대해서는, 그들의 '민족' 및 '사용 언어'와 관련하여 몇몇 논란의 여지가 있기는 하지만, 대체로는 튀르크멘, 쿠르드, 폰틱 그리스, 조지아 혈통의 혼혈이라 여겨진다. 이스마일은 시아파 이슬람에 대한 믿음에 열광하는 용감하고 카리스마적인 인물이었으며, 자신은 이맘의 자손이자 키질바시들로부터 숭배받는 신성한 혈통이라고 굳게 믿고 있었다. 형 알리 미르자가 살해당한 이후, 이스마일은 길란 지방에 은신하여 그곳에서 5년 동안 가르침을 받았고, 12살이 되는 1499년에 본거지 아르다빌로 귀환해 키질바시들을 재소집했다. 산산히 흩어져있던 튀르크족들은 그의 부름에 응답했고, 이스마일은 카자르, 아프샤르 부족 등으로 구성된 몇 천의 군대를 거느리게 된다.
1500년, 이스마일 1세는 그의 부친 셰이크 하이다르를 살해했던 파루크 야사르에게 복수하기 위해 이웃한 시르반샤를 침공했다. 그는 시르반샤 군대를 카바니에서 대파한 뒤, 여세를 몰아 쉬르반샤의 수도였던 바쿠마저 정복하면서 현 아제르바이잔 일대 상당수를 정복했다. 이스마일이 다시 쳐들어오자 위기를 느낀 건 아크 코윤루였다. 당시 그곳을 통치하고 있던 아크 코윤루 통치자 알반드 미르자는 대군을 편성하여 이스마일이 있는 북쪽으로 진격했다. 이스마일과 알반드는 1501년에 격돌했는데, 이 전투에서 이스마일은 수적으로 4배나 열세였지만 이를 꺾고 아크 코윤루에게 승리를 거두는 데 성공한다. 이후 그해 7월 타브리즈에 입성한 이스마일은 스스로를 '샤한샤(왕 중의 왕)'으로 칭하면서 사파비 제국을 건국했으며, 시아파 이슬람의 한 분파였던 열두이맘파를 제국의 국교로 선포했다. 열두이맘파가 사파비 제국의 국교로 확립되면서, 페르시아 영내의 여러 수피즘 교단들(타리카)이 공개적으로 이를 지지하고 나섰고, 이에 따라 대부분의 사람들이 즉시 시아파로 개종했다.

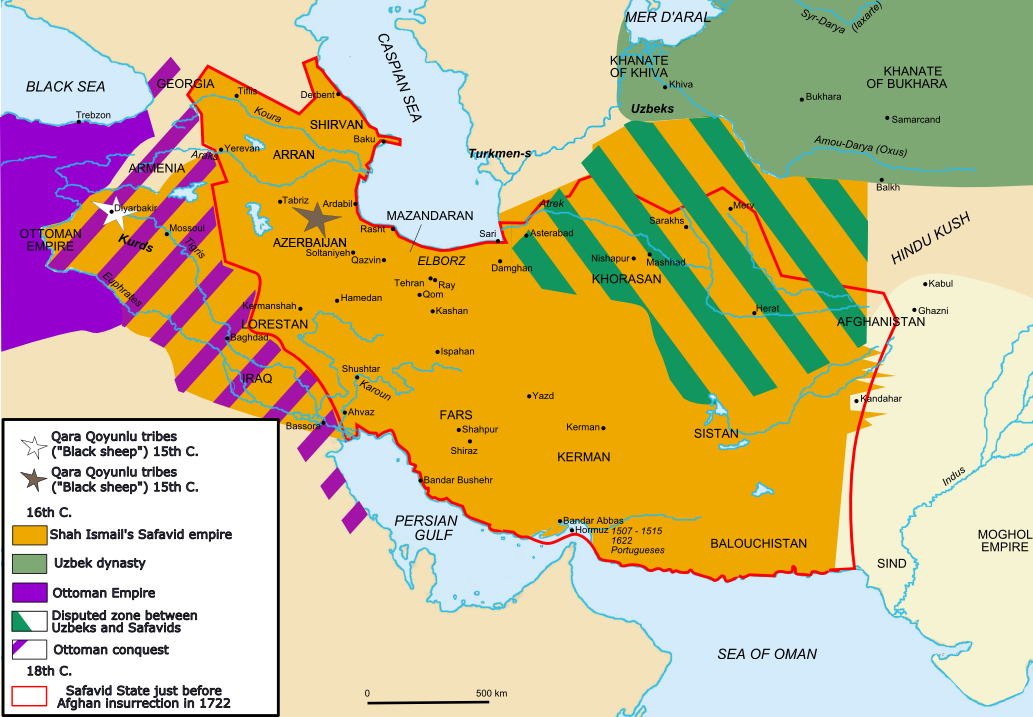
이스마일 1세 시대 사파비 제국의 팽창(주황색), 빗금이 처져 있는 부분은 타 국가들과의 분쟁 지역.

비록 알반드를 무너뜨렸다고는 하나, 아직 신생 사파비 제국의 영토는 아제르바이잔에만 국한되어 있었으며, 페르시아에는 아직도 거의 1세기 동안 이어져 온 여러 왕조와 정치 세력들이 남아 있었다. 그러나 이스마일 1세는 정복군주라는 명성에 걸맞게 정복 활동을 개시하여 페르시아의 다른 세력들을 급속하게 정복해나갔다. 이후 10년만에 페르시아를 통일한 그는 '이란의 파디샤'라는 칭호 역시 겸했는데, 이는 우준 하산과 다른 많은 페르시아 군주들이 칭했던 것이었다. 오스만 술탄들은 이스마일 1세를 "이란 땅의 왕이자 잠쉬드와 카이 호스로우의 후계자"라고 칭했다.
1501년, 아제르바이잔과 시르반, 다게스탄 남부(중심지인 데르벤트 포함), 아르메니아 고원을 장악하면서 건국된 사파비 제국의 영토는 1502년에는 하마단, 에르주룸, 에르진잔, 1503년 시라즈와 케르만, 1504년 디야르바크르와 나자프, 카르발라, 1508년 반, 1509년 바그다드와 헤라트를 정복함에 따라 급속하게 확장되었으며, 1510년에는 호라산을 포함하여 다른 지역들 역시 정복되었다. 인접한 조지아의 카르틀리와 카헤티 왕국은 이미 1503년에 사파비 제국에게 복속하고 그의 봉신이 되기로 약속한 상태였다. 1511년, 이스마일 1세는 무함마드 샤이바니 칸이 이끄는 우즈베크인들을 물리치고 그들을 옥수스 너머 중앙아시아로 멀리 쫒아내버렸다. 비록 그들이 지속적으로 호라산을 비롯해 제국 동부에 침입해오긴 했지만, 사파비 제국은 통치기간 내도록 이들을 막아낼 수 있었다. 성공적인 정복활동으로 이스마일 1세는 페르시아 전역을 아우르는 대군주로 올라섰으며, 그의 제국은 사산 제국의 멸망 이후 가장 거대한 페르시아 제국으로 성장했다.

#### 오스만 제국과의 충돌

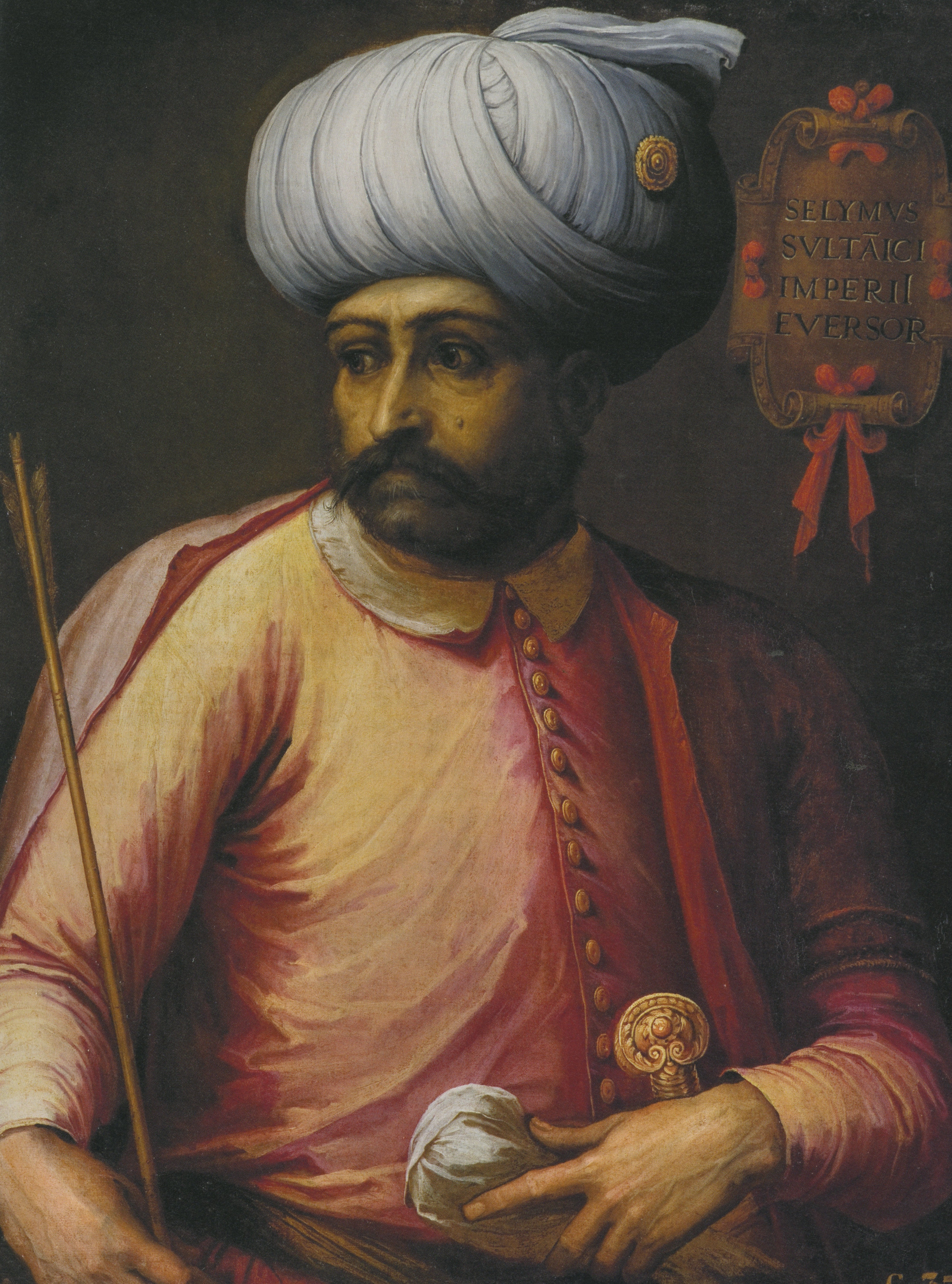
오스만 제 9대 술탄 셀림 1세.

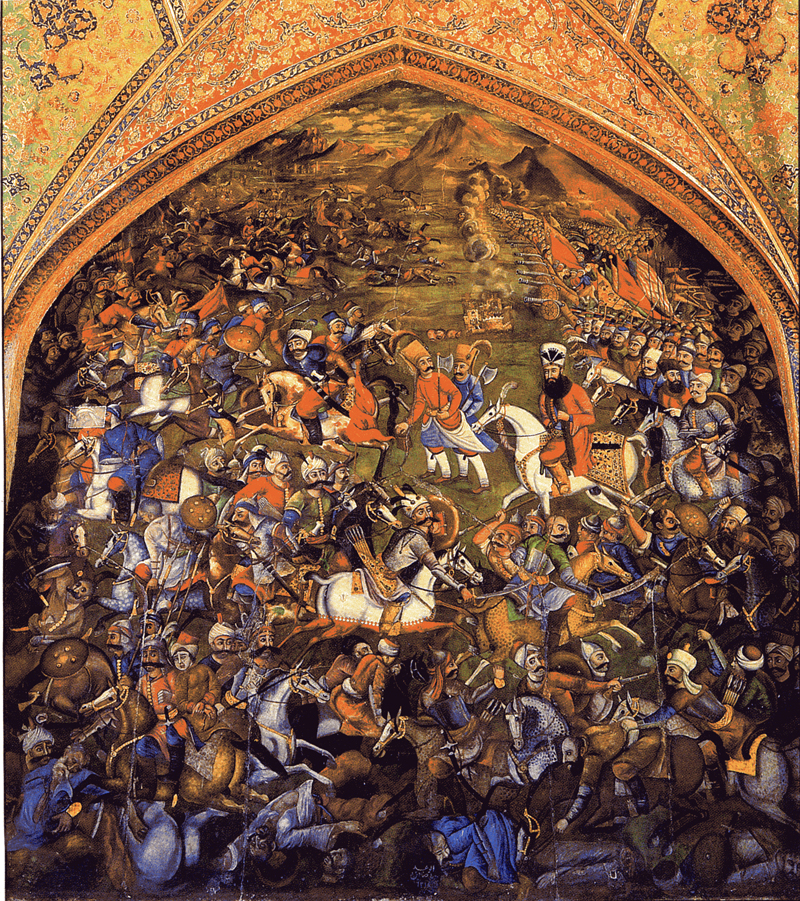
찰디란 전투를 묘사한 그림.

이스마일 1세는 자신을 제4대 칼리파였던 알리 이븐 아비 탈리브의 환생이라 여겼는데, 그정도로 페르시아를 재통일한 그의 업적이 엄청났기 때문이었다. 그의 최종 목표는 전 중동을 정복하여 시아파 대제국을 건설하는 것이었다. 그러나 시아파를 표방했던 사파비 제국의 이와 같은 원대한 야심은 바로 옆 서쪽의 수니파 강대국이었던 오스만 제국의 심기를 건드렸다. 게다가 아나톨리아 반도에서 사파비 제국이 계속 튀르크멘 유목부족들을 빼앗아가는 것은 오스만 제국에게는 큰 안보 위협으로 비춰졌다. 당시 오스만 술탄 바예지드 2세는 시아파와 사파비 제국의 급부상에 위협을 느끼고 1502년에 아나톨리아 내 시아파들을 모두 국경 밖으로 추방했다.
1510년대 초엽, 이스마일 1세는 팽창정책을 서쪽으로 돌려서 오스만과의 국경을 계속 아나톨리아 방면으로 밀어붙였으며, 심지어 이집트와 시리아에 걸쳐있던 맘루크 술탄국과도 연합하여 오스만 제국을 견제하는 동시에 아나톨리아 동부 일대에 거주하는 시아파계 튀르크, 쿠르드족의 반란을 사주하여 끊임없이 오스만 제국을 도발하였다. 1511년에 오스만 제국 영내의 시아파들이 사파비의 성공에 고무되어 아나톨리아에서 일으킨 샤쿨루 반란과, 1512년 사파비 총독 누르 알리 칼리파의 지휘 아래 사파비 군대가 아나톨리아 동부를 대규모로 침공한 사건 등으로 인해 오스만 제국과 사파비 제국과의 긴장 관계는 최고조에 달했다. 이는 같은 해 바예지드 2세를 몰아내고 즉위한 셀림 1세가 이웃한 페르시아를 침공하기로 결정한 계기가 되었다. 즉위 이전 트라페준타 총독으로 시아파 봉기를 진압한 경력이 있는데다가, 개인적으로도 시아파를 매우 혐오하던 셀림 1세는 사파비 제국을 응징하기 위해 마침내 동쪽으로 원정을 감행하였다.
1514년, 셀림 1세는 아나톨리아를 가로질러 아제르바이잔 인근의 찰디란 평원에 도착한 뒤, 그곳에서 이스마일 1세가 이끄는 사파비 군대와 결정적인 전투를 벌였다. 대부분의 사료들은 오스만 군대의 규모가 사파비 군대의 약 2배였다고 기록했으며, 게다가 전통적인 냉병기와 기병이 대부분이었던 사파비 측과 달리 오스만 측은 대포와 화승총 등 전근대적인 화약무기로 무장하고 있었다. 당연하게도 사파비 군대는 이 전투에서 처참하게 패배했고, 오스만 제국은 여세를 몰아 그해 9월 7일 사파비 제국의 수도인 타브리즈까지 함락시켰다. 역사학자 로저 세보리는 "셀림 1세의 계획은 타브리즈에서 겨울을 난 뒤 이듬해에 페르시아 전역을 정복하는 것이었으나, 예니체리들이 열악한 보급에 불만을 표하면서 사파비 제국과 더이상 싸우는 것을 거부하자 8일 뒤에 본국으로 철수했다"고 밝혔다. 그 덕에 이스마일 1세는 수도 타브리즈를 포함해 사파비 제국의 영토를 빠르게 재수복할 수 있었지만, 대신 오스만 제국은 아나톨리아 동부와 메소포타미아 북부를 사파비 제국으로부터 빼앗아갔다.
찰디란에서의 충격적인 결과는 사파비 제국에게 재앙이었다. 이 패배는 그동안 이스마일이 쌓아 올렸던 무적 신화를 산산히 깨뜨렸으며, 키질바시 군부와의 관계도 근본적으로 어긋나게 만들었다. 일시적으로 중단되었던 여러 부족 간의 경쟁이 찰디란 전투 이후 다시금 치열한 형태로 터져 나오면서 사파비 제국은 혼란에 빠져들었다. 특히 이스마일 1세는 이 전투로 인해 영웅적 면모를 잃어버리고 정치에 관심을 잃어버린 채로, 재상 미르자 샤 후세인에게 국정을 감독하도록 하다가 1524년 그대로 사망했다. 찰디란 전투는 오스만 제국과 사파비 제국(및 뒤따른 페르시아계 국가들) 간의 지정학적, 종교적 차이로 인해 300년이 넘는 전쟁의 서막을 알렸다는 역사적인 의의가 있다.

### 타흐마스프 1세 (1524~1576)

#### 키질바시 내전

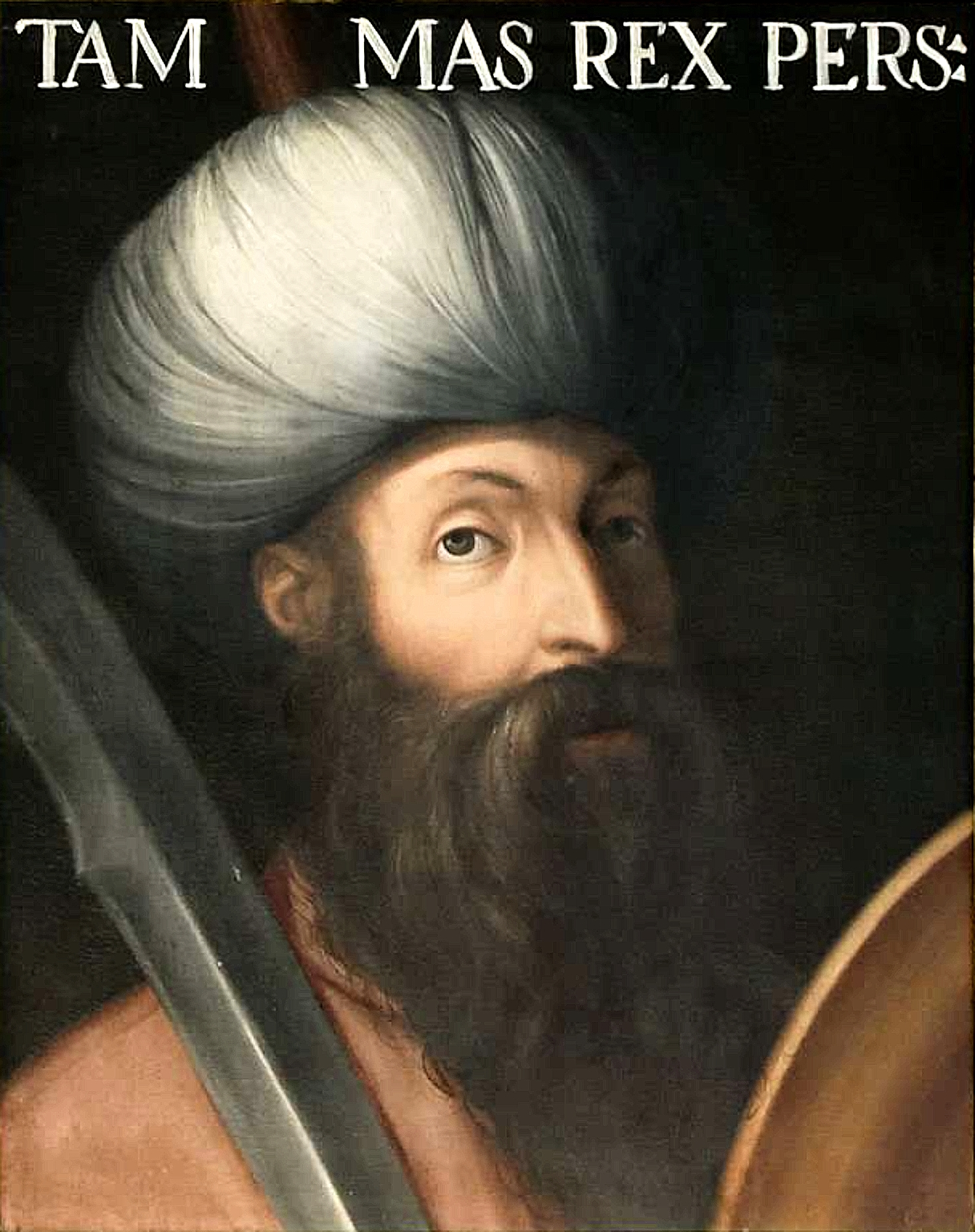
사파비 제국의 제 2대 샤한샤 타흐마스프 1세의 초상화. 그는 찰디란 전투 이후 분열되거나 멸망할 수도 있었던 사파비 제국을 간신히 수습하였으며, 내정에 전력을 기울였다. 한편 종교적으로는 부친 이스마일 1세의 정책을 이어 받아 시아파 이슬람의 전파에 힘썼다.

1524년 이스마일 1세가 사망하자, 10살의 어린 아들이었던 타흐마스프 1세가 논란의 여지 없이 재위에 올랐다. 다만 그의 나이가 너무 어렸을 뿐만 아니라, 찰디란 전투의 패배로 인한 황제의 권위 실추가 제대로 회복되지 못했기 때문에 키질바시들의 경쟁이 점차 격화되었다. 당시 어린 황제를 대신하여 국정을 대신 맡아보던 섭정은 룸루 부족 출신의 디브 술탄 룸루였는데, 그가 제국을 통치하는 것은 키질바시의 다른 튀르크멘 부족들에게는 용납할 수 없는 일이었다. 특히 디브 술탄 룸루의 가장 강력한 정적이었던 타칼루 부족의 지도자인 쾨펙 술탄, 그리고 우스타줄루 부족의 지도자였던 추하 술탄은 그에게 크게 반발했다. 디브 술탄 룸루는 타칼루 부족과 우스타줄루 부족에게 삼두정치를 제안했고 후자들도 이를 받아들였지만, 얼마 지나지 않아 서로 간의 권력욕과 궁정 암투로 인해 붕괴해버렸다. 결국 내전이 발발했고, 안그래도 혼란스러운 사파비 제국은 부족들간의 경쟁으로 언제 멸망해도 이상하지 않을 상황까지 몰린다. 1526년, 페르시아 북서부 지방에서 시작된 내전은 얼마 지나지 않아 호라산 전역으로 확대되었다. 우스타줄루 부족은 빠르게 배제되었고 그 지도자 쾨펙 술탄은 살해당했다. 그뒤 룸루 부족이 내전에서 승기를 잡는 듯 보였지만, 내전 도중 우즈베크인들이 투스와 아스트라바드 지역을 공격해 약탈을 일삼자, 이에 대한 책임으로 타흐마스프 1세에 의해 궁정에서 쫓겨났으며 디브 술탄 룸루는 아예 처형당했다.
이리하여 타칼루 부족의 추하 술탄이 1527년부터 1530년까지 제국의 실질적인 통치자가 되었다. 타칼루 부족은 황제의 섭정을 자처하고 자신들의 최대 경쟁부족이었던 샴루 부족을 헤라트에서 쫒아내려 들었지만, 오히려 1530년 초엽에 헤라트 총독이자 샴루 부족의 지도자였던 호세인 칸 샴루와 그의 부하들이 추하 술탄을 암살하고 궁정에 있던 모든 타칼루 부족들을 살해했다. 이후 호세인 칸은 키질바시 지도자들의 동의를 얻어 다시금 섭정을 칭했으나, 17살의 청년으로 성장했던 타흐마스프 1세는 이제 자신이 직접 제국을 통치하기로 결심한 상태였다. 마침내 1533년에 호세인 칸이 숙청되어 처형당하면서 기나긴 내전이 막을 내렸다. 타흐마스프는 키질바시들의 영향력을 줄이는 한편으로, 궁정 관료들에게 힘을 실어주면서 섭정 직을 종식시켰다. 그러나 10여년간의 내전으로 제국은 매우 혼란한 상태였고, 타흐마스프는 우즈베크인들의 반복적인 침공에 주의를 기울이지 않을 수 없었다.

#### 외부로부터의 위협

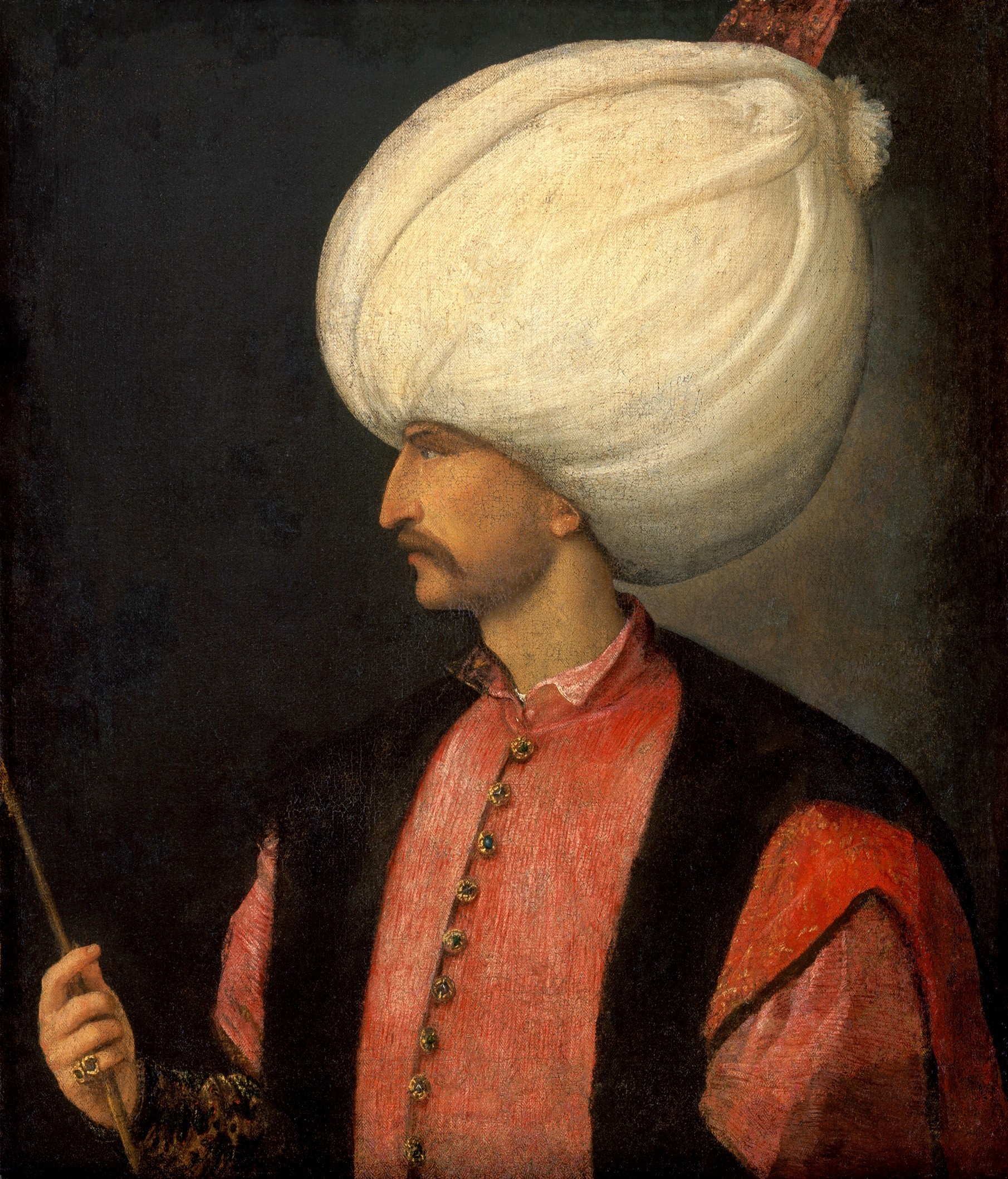
오스만 제국의 제 10대 술탄 쉴레이만 1세. 그의 치세에 오스만 제국은 최전성기를 구가했다.

타흐마스프 1세 시기에 우바이둘라 칸이 이끄는 우즈베크인들은 사파비 제국의 동부 지역을 다섯 차례나 습격했는데, 사파비 제국은 찰디란 전투 이후 도입된 화약 무기를 사용하여 이들을 수월하게 물리칠 수 있었다. 그러나 진정한 위협은 서부로부터 다가오고 있었다. 당시 오스만 제국의 술탄이었던 쉴레이만 1세는, 재위 초창기부터 사파비 제국이 자신의 원대한 계획에 큰 위협이 된다고 여겨 경계를 늦추지 않았다. 하지만 타흐마스프 1세의 재위 첫 10년 동안 쉴레이만 1세는 오스트리아의 합스부르크 가문과 전쟁을 벌이느라 사파비 제국을 신경쓸 틈이 없었고, 유럽 국가들과의 전쟁이 끝나가던 1530년대가 되서야 본격적으로 사파비 제국을 공격하기 시작한다. 1532년, 쉴레이만 1세는 오스만에 망명한 옛 타칼루 부족 출신의 올라마 베그 타칼루와 필 파샤에게 5만 명의 군대를 맡겨 페르시아를 침공하도록 지시했고, 이들은 타브리즈와 쿠르디스탄 지역을 점령한 뒤 길란마저 공격하려 시도했다. 타흐마스프 1세는 오스만 군대를 패퇴시켰지만, 동쪽에서 우즈베크인들이 또다시 침입해오자 군대를 돌려야했다. 2년 뒤인 1534년 7월에는 오스만 제국의 대재상 이브라힘 파샤가 또다시 대군을 이끌고 페르시아를 침공했고, 두달 뒤에는 아예 쉴레이만 1세가 친정을 감행하여 바그다드 및 나자프와 같은 주요 대도시들을 항복시켰다. 이때 타흐마스프 1세는 발흐에 머물면서 우즈베크인들을 막아내고 있던 중이었다.
상황이 이렇게 되자, 옛 샴루 부족이 타흐마스프 1세를 독살하고 대신 그 동생을 황제로 세우려하는 등 혼란이 극심해졌다. 샴루 부족은 타흐마스프 1세의 형제이자 친-오스만 인사였던 샘 미르자를 새 황제로 올리려 들었고, 심지어 오스만 측도 이를 승인했지만 이 계획을 보고받고 경악한 타흐마스프 1세는 온 힘을 끌어모아 쉴레이만이 메소포타미아로 움직인 틈을 타서 점령당한 영토 대부분을 수복하고 오스만 군대의 후방을 위협했다. 결국 쉴레이만 1세는 바그다드를 제외한 모든 점령지를 포기하고 1535년 말엽 이스탄불로 회군해야 했다. 오스만 군대를 일시적으로 물리친 타흐마스프 1세는 곧장 샘 미르자가 있던 호라산으로 진군했다. 샘 미르자는 그에게 항복한 후 자비를 구했고, 타흐마스프는 동생의 간청을 받아들여 그를 카즈빈으로 유배시켰지만 그 외의 인물들, 특히 샴루 부족원들에 대해서는 자비를 배풀지 않고 모두 처형했다.
사파비 제국은 계속 오스만 제국과 적대적인 관계를 유지했다. 그러던 중 시르반 지방의 총독이자 타흐마스프 1세의 동생 알카스 미르자가 반란을 일으키면서 타흐마스프 1세는 또다시 쉴레이만 1세와 충돌하게 된다. 알카스 미르자는 시르반에서 반란을 일으켜 데르벤트를 점령했지만 얼마 못가 진압군에게 패퇴당했고, 크림 반도를 거쳐 오스만 제국으로 망명했다. 알카스 미르자는 쉴레이만 1세에게 자신이 즉위한다면 페르시아의 수니파 이슬람을 회복하겠다고 약속하여 오스만 제국의 지원을 얻어냈고, 기회를 엿보고 있던 쉴레이만 1세 역시 대군을 동원하여 페르시아 침공을 재개했다. 그러나 타흐마스프 1세가 서부 지역 전체에 청야전술을 펼치고 키질바시들도 알카스 미르자에게 반감을 드러내자 오스만 제국은 주춤했다. 비록 하마단, 쿰, 카샨을 약탈하고 이스파한 인근까지 진군하기는 했지만, 보급로가 길어져 물자가 부족했을 뿐더러 점령한 지역을 영구적으로 유지할 수도 없었다. 결국 알카스 미르자가 1549년 타흐마스프 1세에게 붙잡혀 죽으면서, 더이상 명분이 사라진 오스만 군대는 그해 가을에 철수했다. 1554년 4월, 쉴레이만 1세는 타흐마스프 1세의 아들 이스마일이 아나톨리아 동부를 침공하여 에르주룸 총독 이스칸다르 파샤를 물리친 것을 빌미삼아 재차 사파비 제국을 침공했다. 오스만 제국은 디야르바크르에서 출진하여 아르메니아~아제르바이잔 일대의 카라바흐 평원으로 진군해 잃어버린 영토를 되찾았다. 그러자 타흐마스프 1세는 이전보다 더욱 팽창한 자신의 군대의 규모를 믿고, 전군을 4개로 나누어 각기 다른 방향으로 파견해 적군을 포위하도록 지시했다. 사파비 군대가 우위를 점한 것을 파악한 쉴레이만 1세는 또다시 후퇴해야 했다.

아마시아 조약 이후 오스만-사파비 국경의 대략적인 모습. 사파비 제국은 이 조약으로 인해 메소포타미아와 아나톨리아 동부(쿠르디스탄)를 상실했다

결국 양측은 1555년 아마시아 조약을 체결하여 몇십 년 간의 전쟁을 멈추고 평화를 맞이했다. 이 조약의 골자는 메소포타미아와 쿠르디스탄 영토에 대한 오스만 제국의 주권을 인정하고 라쉬둔 칼리파들을 저주하는 것을 멈추는 대신, 페르시아 순례자들이 메카, 메디나, 카르발라, 나자프를 자유롭게 여행할 수 있도록 허용하는 것이었다. 비록 시아파인 사파비 제국에게는 매우 굴욕적인 조건이기는 했지만, 내부를 겨우 안정시킨 상태에서 오스만 제국과의 전쟁을 벌일 여력이 없던 타흐마스프 1세 개인에게 있어 이것은 좋은 기회였다.
이 조약으로 사파비 제국은 일시적으로 전쟁의 피해를 회복하고 병력과 자원을 늘릴 수 있는 기회를 얻었으며, 자칫하면 전부 상실해버릴수도 있었던 서부 지역을 오스만 제국과의 국경을 확정함으로써 일부분이지만 되찾을 수 있었다. 이러한 조건은 오스만 제국이 비록 사파비 제국에게 우위를 점하기는 했지만 페르시아를 완전히 정복할 수는 없다는 방증이기도 했다.

#### 조지아 정복
1520년대 이후, 타흐마스프 1세는 카프카스 남부, 그중에서도 특히 조지아에 관심을 가지게 되었는데 그 이유는 내전에서 조지아 남부와 아르메니아 영토에 영향력을 행사했던 우스타줄루 부족의 힘을 약화시키기 위해서였다. 또한 조지아는 기독교를 믿고 있었기 때문에 다른 무슬림 국가들과는 달리 '지하드 (성전)'라는 구실로 침략을 정당화할 수도 있었다. 1540~1553년 사이에 타흐마스프 1세는 조지아 지역을 수 차례 침공했다. 첫번째 침공에서, 사파비 군대는 조지아의 수도 트빌리시를 무자비하게 약탈하고 그곳 귀족들의 아내와 자녀들을 포로로 잡아갔다. 카르틀리의 왕 루아르사브 1세는 겨우 피신할 수 있었다. 얼마 뒤, 타흐마스프 1세는 표면적으로는 조지아 영토의 질서를 바로 세운다는 명목으로 두번째 침공을 감행했다. 이때 조지아 지역의 여러 농장들이 파괴되고 카헤티의 왕 레반이 그에게 복속했다. 아마시아 조약이 체결되기 1년 전인 1554년에, 타흐마스프 1세는 마지막으로 조지아 지역을 침공하여 대략 3만 명의 조지아인들을 포로로 잡아 끌고왔다.
1555년 아마시아 조약에 따라 조지아 동부는 사파비 제국에게 넘어갔고, 조지아 서부는 오스만 제국에 남아있었다. 이 조약의 체결 이후 타흐마스프 1세는 조지아를 재차 공격하지는 않았지만, 대신 아라스강 너머 북부 지역의 총독인 샤베르디 술탄으로 하여금 사파비 정부를 대신해 그 지역을 통치하도록 했다. 그뒤 타흐마스프 1세는 속국으로 편입된 카르틀리와 카헤티 지역에 페르시아의 여러 행정 조직 및 사회 기관을 설립하고 이슬람으로 개종한 사람들을 배치함으로써 이 지역에서의 사파비 제국의 지배력을 확립하려 노력했다. 그들 중 한 명은 카르틀리의 시메온 1세의 동생이었던 다비드 칸이었다. 카헤티의 레반의 아들이었던 이예시 왕자 또한 1560년대에 카즈빈을 방문하여 이슬람으로 개종했는데, 타흐마스프는 그 대가로 이예시에게 수많은 선물을 주었으며 카즈빈에 별도의 왕궁을 마련하고 그를 섀키와 인근 영토의 총독으로 봉했다. 이러한 조지아 고위층의 개종은 대개 반발이 있었다. 대표적으로 시메온 1세와 루아르사브 1세는 트빌리시를 재탈환하기 위해 가리시에서 샤베르디 술탄과 격돌했는데, 전투 결과 루아르사브와 샤베르디 술탄이 모두 전사하면서 교착 상태로 흐지부지하게 끝났다.

#### 황실 망명객

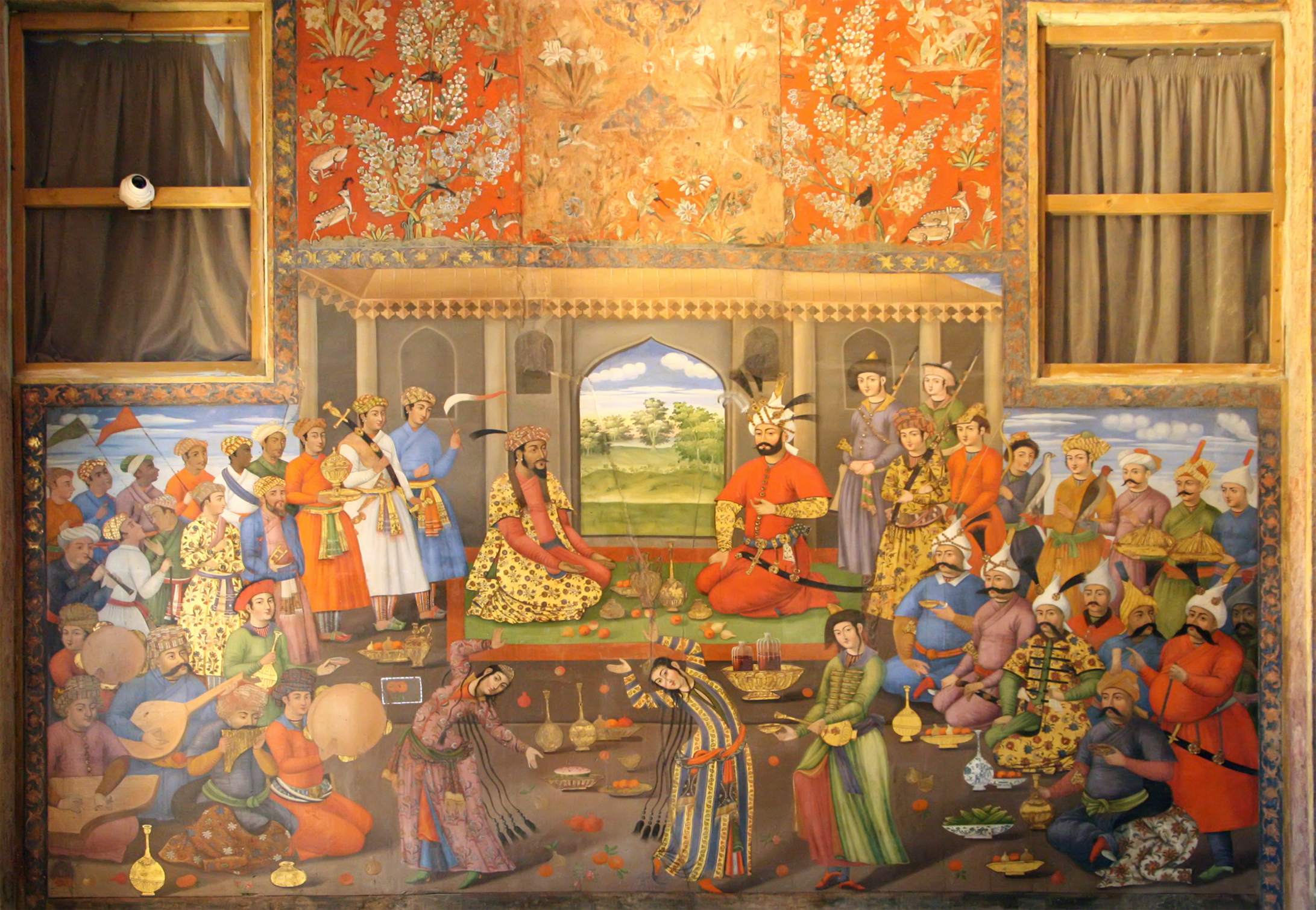
이란 새해 (노루즈) 축제를 즐기는 타흐마스프 1세와 후마윤을 묘사한 그림. 현재 이스파한의 체헬 소툰 궁전에 보존되어 있다.

참고로 이 무렵에 남아시아에서는 사파비 제국을 능가할 또다른 제국의 씨앗이 무럭무럭 자라나고 있었으니, 바로 인도의 무굴 제국이었다. 무굴 제국은 힌두교 인구 대다수를 지배하면서도 수니파 이슬람을 고수하고 관용정책을 펼치고 있었지만, 이때까지만 해도 그들은 카불과 아프간 지방에 국한된 군소 왕국에 불과했다. 건국자인 바부르의 사망 이후 즉위한 2대 황제 후마윤은 당시 이복형제들로부터 쫓겨나 통치할 영토도 없이 이러저리 방랑하고 있었다. 결국 후마윤은 1543년 카즈빈의 사파비 궁정에 망명을 요청했는데, 타흐마스프 1세는 후마윤이 15년 넘게 망명 생활을 하고 있었음에도 불구하고 그에게 황제의 격을 갖춘 대우를 해주었다. 후마윤이 시아파 이슬람으로 개종하고 페르시아 중부와 갠지스 강의 육로 무역로를 장악하여 일대의 중심지이던 칸다하르를 정복하여 사파비 제국에게 넘겨주는 대가로, 타흐마스프 1세는 그에게 전폭적인 지원을 해주었다. 1545년 사파비-무굴 연합군은 칸다하르와 카불을 점령했다.
사파비 궁정에 망명한 황실 인사는 후마윤뿐만이 아니었다. 당시 오스만 제국에서는 늙은 쉴레이만 1세의 후계자 자리를 놓고 계승 분쟁이 일어나고 있었는데, 쉴레이만이 가장 총애했던 황후 휘렘 술탄은 자신의 아들 셀림이 차기 술탄이 되기를 기도했다. 그러나 셀림은 알코올 중독자였으며 휘렘의 또다른 아들 바예지드는 군사적 능력이 출중함을 입증했다. 두 황자는 서로 다투었고, 결국 바예지드는 오스만 제국에게 반기를 든 뒤 사파비 제국에게로 망명했다. 1559년, 바예지드는 페르시아에 도착하여 타흐마스프 1세의 환대를 받았다. 쉴레이만은 그의 아들의 귀환을 위해 협상을 시도했지만 타흐마스프는 1561년 양측이 타협할 때까지 이를 거부했다. 그해 9월, 타브리즈에서 타흐마스프와 바예지드가 연회를 즐기고 있을 때 타흐마스프는 갑자기 오스만 황자가 자신의 목숨을 건 음모를 꾸미고 있다는 소식을 들은 척 했다. 분노한 군중들이 모였고, 타흐마스프는 자신의 안전을 위한 것이라고 말하면서 바예지드를 구금했다. 그뒤 타흐마스프는 바예지드를 오스만 대사에게 넘겼지만, 그는 얼마 지나지 않아 자신의 아버지가 보낸 암살자들에게 살해당하고 말았다.

#### 유산
어린 타흐마스프 1세가 즉위했을 때 페르시아의 상황은 암울했다. 그러나 경제의 붕괴, 혼란과 내전, 외세로부터의 양면 전선에도 불구하고 그는 재위를 유지했을 뿐만 아니라 비록 이스마일 1세의 시대보다 조금 축소되기는 했지만 제국의 영토를 온전히 지켜내었다. 그의 기나긴 통치의 첫 30년 동안, 타흐마스프 1세는 어린 나이라고는 믿기질 않는 노련한 정치술과 강화된 중앙 군사력에 대한 통제권을 적극 행사하여 내부 분열을 진압하였으며, 이후 쳐들어온 우즈베크인들을 상대로는 사파비 제국이 이제 화약제국으로 거듭났다는 것을 명백하게 보여주었다. 또한 서쪽의 강대한 적인 오스만 제국의 위협에 맞서 효과적으로 대처하여 20년 동안의 평화를 이끌어내기도 하였다.
문화적인 측면에서, 타흐마스프 1세는 자신의 후원 아래 번성하던 페르시아 미술의 부흥을 주도했다. 사파비 문화는 대개 후대 샤한샤들의 통치 기간 동안 이룩된 대규모 도시 계획과 건축(특히 이스파한)의 측면에서 찬사를 받지만, 사실 페르시아 세밀화와 제본, 전통 서예 등은 그의 시대에 훨씬 더 융성했다.
결정적으로 타흐마스프 1세는 의도치 않게 나중에 거대한 변화를 일으킬 씨앗을 심었다. 통치 기간 동안, 그는 자신의 제국과 이웃한 오스만 제국을 보면서 귀족층들의 지나친 전횡과 내부 부족 파벌들간의 경쟁이 통치자에게 심각한 위협이 될 뿐만 아니라 나아가 나라 전체를 흔들리게 할 수 있다는 것을 절감했다. 「이란 백과사전 (Encyclopædia Iranica)」에 따르면, 타흐마스프는 이러한 문제의 원인을 제국의 군사귀족인 키질바시들에게서 찾았으며, 그들이 사파비 가문의 통치자와 가까이 있으면서 통제하려 드는 것이 자신들의 정치적~경제적인 이점을 얻고 권력을 차지하기 위한 것이라고 믿었다고 한다. 타흐마스프 1세는 또한 단기적인 관점에서 형제나 아들과 같은 가까운 직계 황족 남성들에 대한 우려를 제거하는 것이 훨씬 간단한 방법이었음에도 불구하고, 장기적인 관점의 대안으로써 현재 막강한 정치적~군사적인 영향력을 가지고 있는 키질바시 집단의 힘을 약화시켜야 한다고 보았다. 실제로 그의 아버지이자 사파비 제국의 창건자인 이스마일 1세는 관료직에 저명한 페르시아인들을 다수 임명함으로써 행정적인 측면에서 이 과정을 시작했으며, 1535년 이후 타흐마스프와 페르시아계 대재상 카지 자한이 서로 긴밀한 관계를 구축했다는 점에서 이것이 쭉 이어졌음을 알 수 있다. 페르시아인들은 타흐마스프 1세의 통치 하에서 행정가와 성직자 고위층으로서의 역사적인 역할을 계속 수행했지만, 그때까지만 키질바시의 군사적인 역할을 줄이려는 노력은 거의 취해지지 않았다. 1540년대에, 마침내 타흐마스프 1세는 새로운 군사 집단의 발견과 육성을 목적으로 상술했듯이 조지아를 침공하여 기독교도인 체르케스인과 조지아인을 다수 납치해 제국으로 데려왔다. 이들은 이웃한 오스만 제국의 예니체리와 마찬가지로 백인계 인종으로 구성된 페르시아 사회에 새로운 계층을 형성했다. 이것은 제국의 대부분 기간 동안 군대를 지배할 왕실 노예 군단 '굴라마 카싸예 이 사리파(ḡolāmān-e ḵāṣṣa-ye-e šarifa)'의 출발점으로 평가된다. 튀르크멘(키질바시)이 아닌 별개의 민족들(체르케스, 조지아)로 구성된 이러한 군대들은 결과적으로 튀르크계-페르시아계와 함께 사파비 행정부, 관료층에서 한 축을 이루었으며, 타흐마스프 1세의 치세 말기부터 굴람(노예 병사)와 쿠르치(황실 근위대)로 활동하면서 정치에 참여하기 시작했고 수십년 후인 아바스 1세의 시기에 이르면 기존의 키질바시 군부를 견제하면서 황제의 권력 강화에 일조하게 되었다. 한편 노예 병사들을 모집하는 과정에서 다양한 민족 출신의 여성들 역시 사파비 제국에 유입되었는데, 이들은 대개 타흐마스프 1세의 후궁이나 첩이 되었으며 튀르크멘, 체르케스, 조지아인 여성들과 궁녀들이 샤한샤의 총애를 받기 위해 경쟁하면서 사파비 황실의 하렘은 때로는 경쟁적이고 치열한 민족 정치의 무대로 떠올랐다.
아마시아 조약 이후 타흐마스프 1세는 '진정성 있는 회개'를 겪었다. 동시에 그는 아들 이스마일을 키질바시들로부터 격리하여 수감했고, 초대 이맘 알리와 그뒤의 열두 이맘들을 추종하지 않는 카즈빈의 시와 음악을 금지하는 등 시아파 정책을 강화하기 시작했다. 또한 타흐마스프는 전통적으로 시아파를 믿었던 지역의 세금을 감면하고, 모스크의 공공 서비스를 규제했으며, 시아파 선전가와 첩보원들을 고용하기도 했다. 수니파들을 상대로는 갈취, 협박, 사회적인 괴롭힘 등이 빈번하게 행해졌다.
1576년 타흐마스프 1세가 사망했을 때, 사파비 제국은 국경 지대에 우즈베크인들이나 오스만 제국의 위협이 없었으며 궁정 정치가 안정되어 있는 등 대내외적으로 평온한 시기를 보내고 있었다. 그러나 이때까지도 중앙 정부의 통제력은 매우 쇠약했을 뿐만 아니라 내부로부터의 혼란은 언제든지 수면 위로 부상할 준비를 하고 있었다. 타흐마스프 1세의 손자 아바스 1세가 즉위하기 전까지 이러한 상태는 변하지 않을 것이었고 실제로는 더욱 악화되었을 지도 모르는 일이다.

### 타흐마스프 1세 사후의 혼란
나름대로 잘 사파비 제국을 운영하던 타흐마스프 1세가 죽자 사파비 제국은 또다시 혼란에 빠졌는데, 타흐마스프 1세의 후계자들 사이에서 왕위 계승을 두고 내전이 또 터진 것이 그 원인이었다. 당시 타흐마스프에게는 총 9명의 아들들이 있었는데 개중에서도 가장 유력한 인물은 크게 이스마일과 하이다르였다. 대다수의 튀르크멘 부족과 귀족 가문들, 그리고 파리 칸 카눔 공주 및 체르케스인들은 이스마일을 지지했고, 우스타줄루 부족과 조지아인들은 하이다르를 지지했다. 이스마일은 이전에 반란을 일으키려 했다는 혐의로 1556년부터 감옥에 수감되어 있었지만, 키질바시들이 격렬하게 항의하자 사형만은 면할 수 있었다. 마침내 대부분의 페르시아 귀족들과 3만 명에 달하는 키질바시들이 이스마일의 편을 들어주면서 황위는 이스마일이 가져가게 된다. 이스마일은 1576년 이스마일 2세라는 칭호와 함께 제위에 올랐고, 최대 경쟁자였던 하이다르는 그해 8월 22일에 곧바로 참수되었다.

#### 이스마일 2세 (1576~1577)
14개월에 불과한 이스마일 2세의 짧은 통치는 친척과 그 자신의 지지자들을 토사구팽했다는 점, 그리고 시아파였던 사파비 제국에 수니파를 재도입하려 시도했다는 점에서 주목할만하다. 그는 즉위하자마자 제위를 위협할만한 황족들은 모조리 목을 날려버렸고, 그나마 무함마드 호다반다와 그의 세 아들들인 함자 미르자, 아바스 미르자, 아부 탈리브 미르자는 살려두었지만 그 이유 역시 호다반다가 장님이였기 때문에 황위에 위협이 될만한 인물이 아니라고 생각해서였다. 이스마일 2세의 이런 잔인한 행동은 때때로 정치적인 신중함으로 평가받기도 한다. 한편 이스마일 2세는 시아파를 탄압하고 수니파 정통주의를 페르시아에 다시 도입하는 기행을 벌였는데, 아마도 그의 이러한 행동은 시아파 교단들의 세가 너무 커져서 황제조차 견제하기 힘들어지자 수니파를 들여와서 이를 견제하려 했던 것일수도 있고, 아니면 열성적인 시아파 신도였던 그의 아버지 타흐마스프 1세에 대한 반발일수도 있다. 다만 그 시기나 방법이 너무나도 미숙했으며 또한 급진적이었다. 한 기록에서는 그를 두고 '약물 사용으로 미쳐버렸다'고 묘사하기도 한다. 결국 이스마일 2세는 제 누이였던 파리 칸 카눔에게 살해당했다. 일설에 의하면 그녀는 이스마일이 피우는 아편에 독을 넣어서 그를 독살했다고 한다.

#### 무함마드 호다반다 (1578~1587)
이스마일 2세 사후, 1578년 2월 11일 장님이었던 무함마드 호다반다가 제위에 올랐다. 그의 치세에 황권은 대단히 약화되었고, 황제가 아닌 다른 사람들이 국정에 간섭을 하기 시작했는데, 그 첫번째 인물은 이스마일 2세의 즉위와 사망에 각각 관여했을 뿐만 아니라 키질바시들 사이에서 상당한 영향력을 행사하던 파리 칸 카눔이었다. 그러나 파리 칸 카눔 역시 오래가지는 못했다. 호다반다의 황후 마흐드 이 울야가 대재상 미르자 살만 자베리와 공모하여 그녀를 암살해버렸기 때문이었다. 이후 미르자 살만 자베리마저 내친 마흐디 이 울야는 혼자서 국정 전체를 쥐고 흔들었다. 아마도 미르자 살만 자베리는 파리 칸 카눔을 제거한다면 자신이 권력을 얻을 것이라고 생각했을지도 모르지만, 마흐드 이 울야는 자신이 더 강하다는 것을 증명했다.
그녀는 국정 전반에 다소 간접적인 영향력만을 행사하는 데 만족하지 않았고, 대신 제국의 최고 책임자 자리를 포함하여 모든 권리를 공개적으로 수행했다. 일반적인 황실 신하들과 고위 관료들은 매일 아침 베굼(황후)의 명령을 받기 위해 여성용 아파트 입구에 모여 있어야 했다. 이러한 경우는 왕실 칙령이 봉인된 채로 작성되어 보내졌다.

하지만 키질바시들이 그녀의 전횡에 크게 반발했고, 마침내 마흐드 이 울야는 1579~1590년 사이에 체포된 뒤 수도 카즈빈에 포로로 잡혀있던 크림 칸의 동생 아딜 기라이와의 간통 혐의로 목이 졸라 살해당했다. 나라가 날로 혼란에 빠지자, 호다반다는 황후가 가장 총애하던 11살 난 장남 함자 미르자를 황세자로 임명했지만 그렇다고 나라가 안정되지는 않았다.
페르시아가 재차 혼란에 빠지자 이웃 국가들은 공격의 기회를 잡았다. 먼저 우즈베크인들이 1578년에 대대적으로 국경을 넘어 침입해 왔다. 더욱 심각한 것은 오스만 제국이 아마시아 조약을 일방적으로 파기하고 페르시아와의 전쟁을 재개했다는 것이었다. 오스만 군대는 조지아와 시르반을 침공한 뒤 남카프카스, 다게스탄, 쿠르디스탄, 루리스탄 등 서부 영토의 상당 부분을 점령했으며, 1585년에는 사파비 제국의 옛 수도였던 타브리즈까지 함락시켰다.
외세의 위협이 점점 가중되자 호라산에서 호다반다의 둘째 아들 아바스 미르자를 내세운 반란이 일어났다. 1581년 4월, 이스마일 2세의 신하였던 알리 쿨리 칸과 그의 샴루 부족은 아바스 미르자를 샤로 선포하면서 지지할 것을 천명했으며, 우스타줄루 부족 역시 아바스 측에 합류했다. 이듬해 반란을 진압하기 위해 출정한 대재상 미르자 살만과 황세자 함자 미르자를 필두로 한 키질바시 충성파(대다수 키질바시 튀르크멘 부족들), 그리고 진압군은 호라산을 장악한 아바스 미르자 및 그 휘하의 우스타줄루-샴루 연합군과 대립했다. 우스타줄루의 수장인 무르시드 쿨리 칸은 진압군에게 항복한 뒤 즉시 사면되었으나, 샴루의 수장 알리 쿨리 칸은 아바스와 함께 헤라트 안에서 농성전을 벌였다. 그와중에 미르자 살만과 키질바시 사이에서 내분이 일어나 전자가 처형되는 사건이 일어났고, 결국 함자 미르자는 별다른 소득 없이 회군해야 했다. 진압군이 일단 물러나자, 무르시드 쿨리 칸은 다시 정부군을 배신한 뒤 샴루 부족에게서 아바스를 잽싸게 채어왔다.
1585년, 서쪽에서는 오스만 제국이 타브리즈를 함락시키고 사파비 제국을 넘보고 있었으며 동쪽에서는 아바스 미르자가 이끄는 반란군이 세를 키워나가고 있었다. 1586년 함자 미르자가 원인불명의 이유로 살해당하고 우즈베크인들이 1857년 호라산에 대규모 침공을 감행하자 기회를 노리고 있었던 무르시드 쿨리 칸은 혼란을 틈타 수도 카즈빈으로 진격했다. 수도의 시민들은 아바스를 환영했고, 호다반다는 제 아들에게 반강제로 양위한 후 물러났다. 그렇게 1588년 10월 1일에 아바스 미르자가 사파비 제국의 새 샤한샤 '아바스 1세'로 즉위한다. 이때 사파비 제국의 서북부 영토는 완전히 오스만에게 넘어간 상태였고, 우즈베크인들은 동부의 호라산 영토 절반을 차지한 채 계속 약탈을 일삼았다. 이제 사파비 제국은 멸망의 기로에 들어선 것처럼 보였다.

### 아바스 1세 (1588~1629)

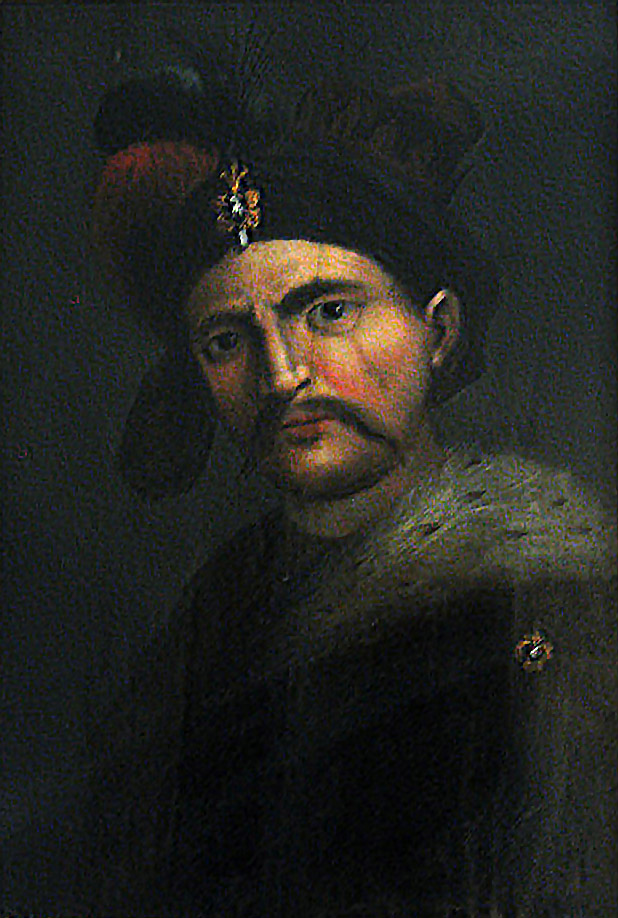
사파비 제국의 최전성기를 이끈 명군 아바스 1세의 초상화. 위기의 순간에 빠져있던 제국을 여러 개혁 정책을 통해 부활시켜, 잃어버렸던 서부 영토를 모두 수복했을 뿐만 아니라 1555년 아마시아 조약으로 오스만 측에게 양도했던 메소포타미아마저 일시적으로 점령했다. 또한 그의 시대에 유럽 국가들과 긴밀한 관계가 구축되면서, 사파비 제국은 경제적으로 대단히 융성하여 수도 이스파한은 '세계의 절반'이라 불릴 정도로 번영했다. 그는 사파비 제국의 샤한샤들 중에 '대제' 칭호를 받은 유일한 군주이기도 하다.

아바스 1세가 막 즉위했을 무렵, 사파비 왕조는 꽤나 불안정한 상황이었다. 내부로는 어린 샤를 등에 업고 무르시드 쿨리 칸이 섭정 격인 '와킬'을 자칭하며 전례없는 막강한 권력을 휘둘렀고, 동쪽에선 우즈베크인들이 그리고 서쪽에선 오스만 제국에게 끊임없이 위협받고 있었기 때문이었다. 설상가상으로 아바스 1세는 마땅한 정치적 기반이 없었기 때문에 부친 무함마드 호다반다보다 훨씬 더 키질바시들에게 의존해야 했다. 그러나 아바스 1세는 10년이 넘는 기간 동안 신중하게, 그러면서도 때로는 단호하게 중요한 결정을 내림으로써 사파비 제국의 운명의 기로와 앞으로의 미래에 막대한 영향을 미쳤으며, 외부 세력들을 물리치고, 페르시아 예술의 번영을 이끌 수 있었다.

#### 중앙집권화와 내부 개혁
아바스 1세가 어떻게 사파비 제국을 재건시켰는지를 되돌아보면 다음과 같은 순서로 귀결된다.
1. 내부 안정과 법 질서 회복.
2. 우즈베크인들로부터의 동부 영토 탈환.
3. 오스만 제국으로부터의 서부 영토 탈환.

우선 첫번째로 내부 안정을 도모하기 전에, 아바스 1세는 당장 급한 불인 오스만 제국의 군사적 압력을 해결해야만 했다. 따라서 그는 평화 협정을 체결하여 메소포타미아와 아제르바이잔, 카라바흐, 간자, 조지아 동부(카헤티, 카르틀리), 다게스탄, 쿠르디스탄 등 사파비 제국의 북서부 영토를 모두 오스만 제국에게 넘겨주었다. 이렇게 굴욕적인 평화조약을 맺은 뒤에는 자신의 권위가 흔들리지 않게 확고히 할 필요가 있었다. 아바스 1세는 무르시드 쿨리 칸을 죽이려는 귀족들의 음모를 직접 밝혀내어 처형해 버리면서 그의 경계심을 풀어놓고는, 바로 1589년 7월에 그를 직접 암살했다. 이로써 그의 리더쉽과 카리스마는 부친의 그것과는 완전 다르다는 것이 분명해졌다.
이제 아바스 1세는 느슨한 부족 연맹체에 가까웠던 사파비 제국을 본격적인 중앙집권적 제국으로 변화시키는 작업에 착수했다. 그가 가장 먼저 손을 댄 부분은 바로 행정 구역의 개편이었다. 원래 사파비 제국은 각 지역을 나누어 키질바쉬 족장들에게 분봉하고, 이들이 주민에게서 세금을 거둬들인 다음 중앙정부에게 바치는 '마말리크(페르시아어: ملک)' 제도를 채택하고 있었는데, 아바스 1세는 황제가 직접 임명하는 총독과 지방의 토착 키질바시 행정부가 협력하여 주를 운영하는 제도를 신설했으며 징세권과 수조권 역시 중앙 정부에 귀속시켰다. 당연히 반발이 엄청났지만 아바스 1세는 그냥 밀어붙였다. 덕분에 황권은 급속도로 강화된 반면 키질바시와 귀족들의 권력은 크게 약화되었다. 특히 이 조치로 인해 페르시아 최대의 단일 수출품인 비단의 생산지이자 최대 경제 권역이었던 길란 및 마잔다란에서의 수입이 폭증했고, 덩달아 중앙정부 역시 막대한 세금을 거둬들일 수 있었다. 이를 바탕으로 아바스 1세는 자신에게만 충성하는 상비군을 육성하여 키질바시 전사들에게만 의존해야 했던 기존의 군대를 일신하는 데 성공했다.

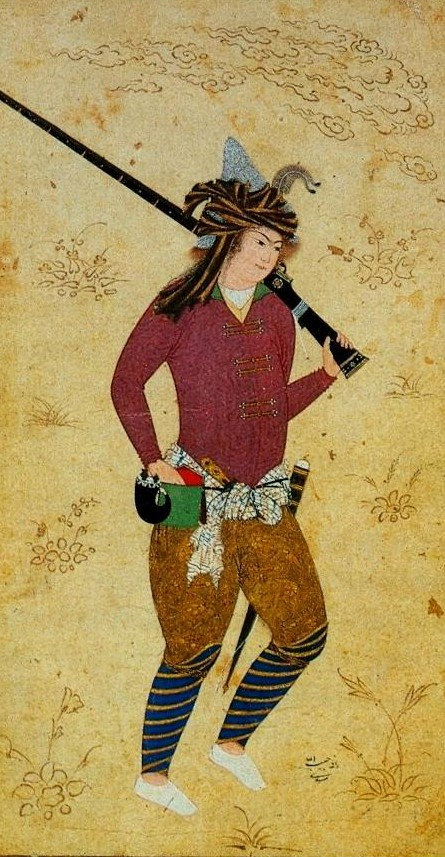
아바스 1세 시대에 창설된 머스킷병(토팡치)의 모습

그러나 그의 군 개혁 중에서도 단연 돋보이는 것은 새로운 군대의 창설이었다. 확실히 한 부족을 다른 부족들보다 선호하지 않으면서도 튀르크멘과 페르시아인 사이의 민족 갈등을 건드리지 않는다는 것은 어려운 문제였지만, 아바스 1세는 그 해답을 자신의 조부인 타흐마스프 1세에게서 찾았다. 그는 체르케스인과 조지아인, 아르메니아인 등으로 구성된 굴람 상비군을 육성하였는데, 그 개요는 다음과 같다.
- 카프카스 출신의 민족들로 구성된, 10,000~15,000명의 굴람 머스킷 기병대. 당시 세계 최대 규모의 머스켓 기병대였다.[138]
- 페르시아인들로 구성된 '토팡치 군단(tufangchiyān)'. 보병대와 기병대가 혼성되어 있었으며 역시 머스킷으로 무장했다.
- 머스킷병과 포병대로 구성된 '투프치 군단(tūpchiyān)'. 각각 12,000명씩 최대 24,000명이 복무했다.
- 또한 백인계 굴람들로만 구성된 황제 직속 친위대도 있었는데, 처음에는 3,000명에 불과했지만 나중에는 그 수가 대략 40,000명에 달했다.[139][140][141]

아바스 1세는 대포에도 관심이 많아 한번의 전투에서 최대 500여 개의 대포를 동원하는 것이 가능하도록 지시했으며, 약탈을 엄격히 금지하고 군율을 바로잡기 위한 노력을 아끼지 않았다. 또한 군사기술이 발전된 유럽 국가들에서 군사 전문가를 초빙하고 반오스만 동맹을 맺기도 했다. 이들의 조언에 따라 궁병과 포병이 모두 12,000명이나 새롭게 추가되어 군단이 또 하나 창설되었고, 굴람의 숫자도 25,000명 이상으로 크게 늘어났다.
아바스 1세는 또한 기존의 수도였던 카즈빈을 떠나 이란 중남부에 위치한 이스파한으로 천도하였다. 이전보다 내륙 지방에 새로운 도시를 세운 것인데, 이를 기점으로 사파비 제국은 훨씬 더 페르시아 민족국가에 가깝게 변모한다. 궁극으로 사파비 왕조는 페르시아의 새로운 민족 군주제를 수립하는 데 성공했다.

#### 영토 수복

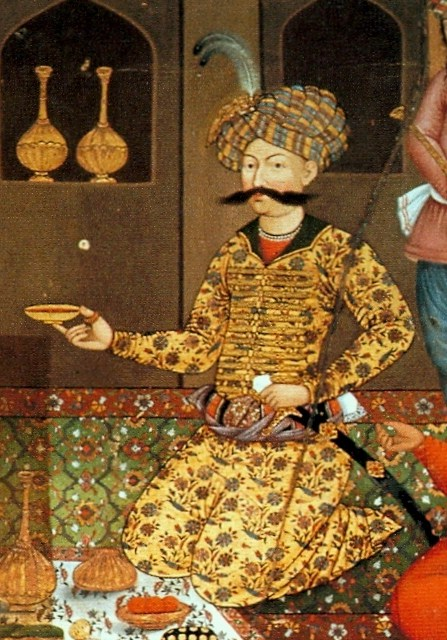
체헬 소툰 궁전의 전각에 있는 아바스 1세 그림.

군대 개혁을 성공적으로 마친 아바스 1세는 이제 잃어버린 영토를 되찾기로 마음먹고, 1590년대 후반부터 대외 원정에 나섰다. 1598~1599년 사이에 아바스 1세는 군대를 이끌고 우즈베크인들을 공격하여 그들이 점령했던 호라산의 주요 도시 마슈하드 및 헤라트를 탈환하고, 사브제바르, 파라, 니사 등을 점령함으로써 동쪽 국경을 안정시켰다.
그뒤 1603년부터는 대대적으로 오스만 제국과의 전쟁에 돌입했다. 일설에 따르면 아바스 1세는 오스만의 사절이 무례한 요구를 하자 그의 수염을 깎아서 콘스탄티니예로 되돌려보냈다고 하는데, 이는 사실상의 선전포고였다. 이후 아바스 1세는 먼저 나하반드를 탈환하고 인근에 있던 오스만 제국의 대(對)페르시아 전진 요새들을 모조리 파괴해버렸으며, 이듬해에는 마잔다란으로 사냥을 떠나는 척 하면서 방향을 바꾸어 군대를 이끌고 아제르바이잔으로 진군했다. .
아바스 1세의 개혁 덕분에 이때의 사파비 군대는 화약무기를 자유자재로 다룰 수 있었고, 오스만 제국의 수중에 있던 타브리즈는 얼마 지나지 않아 함락되었다. 또한 아바스 1세는 1590년에 자신이 서부 지역을 양도한 이후 오스만 제국의 주요 거점 중 하나가 된 예레반을 포위하여 1604년 6월 끝내 함락시켰다. 다만 새롭게 즉위한 오스만 술탄 아흐메드 1세가 어떻게 대응해올지 확신하지 못했던 아바스 1세는 점령한 영토에 청야전술을 펼친 뒤 본국으로 회군하였다. 그뒤 1년 동안 양측 모두 별다른 움직임을 보여주지는 않았고, 1605년 후반이 되서야 본격적인 활동을 개시했다. 1605년 11월 6일, 아바스 1세가 직접 이끄는 사파비 군대는 타브리즈 인근의 수피얀에서 오스만 제국을 상대로 결정적인 승리를 거두었다. 사파비 제국은 여세를 몰아 카프카스 남부의 카바르디노발카르까지 진격하는 데 성공했다. 1612년, 오스만 제국은 나수흐 파샤 조약을 체결하여 카프카스 대부분 지역에 대한 사파비 제국의 주권을 인정했다.

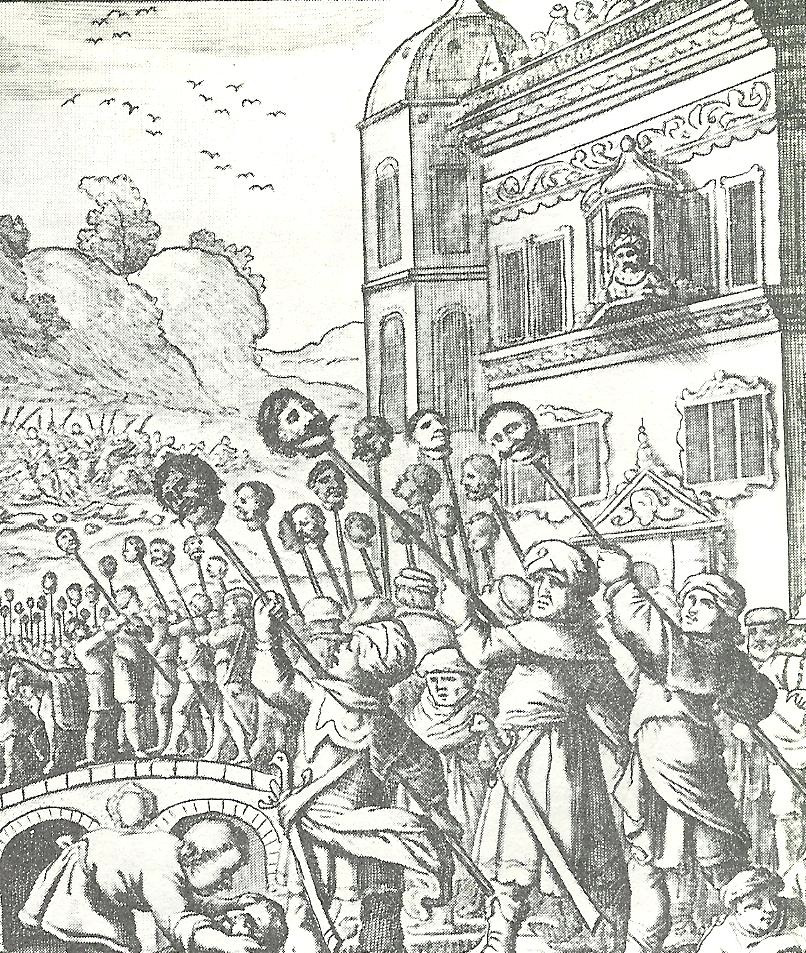
타브리즈를 탈환한 사파비 군대와 목이 잘린 오스만 군대의 모습. 한 유럽 여행자가 1603년에 그린 그림이다.

이후 몇년 동안은 양측 사이에 평화가 이루어졌다. 그러나 아바스 1세는 첩보를 통해, 오스만 제국이 아제르바이잔을 거쳐 페르시아를 침공해 타브리즈를 점령한 다음 아르다빌과 카즈빈으로 진격할 준비를 하고 있다는 것을 알게 되었다. 상황이 이렇게 되자 아바스 1세는 함정을 파기로 했다. 그는 타브리즈의 주민들을 대피시킨 뒤 자신과 군대는 인근의 아르다빌에서 기다렸다. 1618년, 오스만 제국의 대재상 다마트 할릴 파샤가 이끄는 10만의 오스만 군대가 쳐들어와 타브리즈를 점령했다. 할릴 파샤는 아바스 1세에게 사절을 보내어, 평화 조약을 체결하고 1503년의 전쟁으로 사파비 제국이 빼앗아갔던 영토를 반환하라고 요구했다. 아바스 1세는 이를 거부한 뒤 아르다빌에 불을 지르고 내륙으로 후퇴하는 척 했다. 그러자 할릴 파샤는 곧바로 아르다빌을 점령하기로 결심하고 급히 움직였다. 그러나 이것은 아바스 1세가 그토록 원했던 것이었다. 도중에 매복해 있던 4만 명의 사파비 군대는 진격하고 있던 오스만 군대를 급습하여 대승을 거두었다.
1623년, 아바스 1세는 그의 조부 타흐마스프 1세가 양도했던 메소포타미아를 오스만 제국으로부터 되찾기로 결심했다. 마침 오스만 제국에서는 새로운 술탄 무라트 4세의 즉위를 둘러싸고 혼란이 일고 있었다. 그는 곧바로 진격하여 카르발라와 나자프, 바그다드를 잇달아 점령함으로써 메소포타미아 중남부를 수복했다. 1624년 기오르기 사카제가 조지아에서 반란을 일으키면서 잠시 주위가 분산된 틈을 타 오스만 군대가 바그다드를 포위하기도 했지만, 이듬해에 아바스 1세가 친히 구원에 나서 오스만 군대를 크게 물리쳤다.

#### 조지아 정벌

1633년부터 1658년까지 조지아 동부(카르틀리)의 총독을 역임했던 루스탐 칸.

오스만 제국과의 전쟁이 한창이던 1614~1616년 사이에, 아바스 1세는 조지아인들이 일으킨 반란을 진압해야 했다. 당시 사파비 제국은 조지아 지역에 카르틀리 왕국과 카헤티 왕국을 속국으로 거느리고 있었는데, 전자의 군주였던 루아르사브 2세와 후자의 군주였던 테이무라즈 1세는 아바스 1세가 가장 신임하는 신하들 중 하나였다. 그러나 루아르사브 2세와 테이무라즈 1세는 조지아를 통치하면서 친페르시아 성향의 신하들을 대거 숙청하는 등 아바스 1세의 심기를 거스를만한 실책만 거듭했다. 이에 아바스 1세는 1613년 이들을 마잔다란에서 열리는 사냥 연회에 함께 하자며 초대했으나, 루아르사브 2세와 테이무라즈 1세는 그가 연회에서 자기들을 처형할까봐 두려워해 연회에 불참한 뒤, 오스만 제국의 봉신국이었던 이메레티 왕국으로 피신했다. 이에 격노한 아바스 1세는 조지아를 정벌하기로 다짐했다.
이듬해인 1614년 봄, 아바스 1세는 이메레티 왕 알렉산드르 2세의 손자였던 이예시(이사 칸)를 카르틀리의 왕으로 봉했다. 어릴 때부터 이스파한에서 자랐을 뿐만 아니라 시아파 무슬림이었던 그는 아바스 1세의 충실한 신하였다. 그뒤 아바스 1세는 대군을 일으켜 이메레티 왕국의 수도인 쿠타이시를 정벌하고, 카르틀리로 돌아와 중심지였던 트빌리시를 초토화시켰다. 그 과정에서 조지아 농민 6만~7만 명이 학살당하고 그 두 배가 넘는 13만~20만 명의 조지아인들이 페르시아로 끌려갔다. 나중에 루아르사브 2세는 항복하고 사파비 제국에 귀순했으나 이슬람으로의 개종을 거부하다가 처형당했으며, 사절로써 파견된 조지아 여왕 케테반 역시 기독교 신앙을 버리지 않았다는 이유로 고문을 받다가 사망했다. 이 파괴적인 정벌로 인해 이 기간 동안 카헤티 왕국의 인구 3분의 2가 사라졌다. 이들 대다수는 페르시아에 포로로 잡혀가거나 학살당했다.
테이무라즈 1세는 1615년 동부 조지아로 돌아와 사파비 군대를 패퇴시켰다. 그러나 아바스 1세를 비롯하여 사파비 고위층들은 이미 조지아 지역에 대해 장기적인 추가 조치를 취할 계획을 세우고 있었기 때문에 이는 별로 효과가 없었다. 결국 1619년에 동부 조지아는 사파비 제국의 일개 주로써 편입되었다. 아바스 1세는 자신에게 충성하는 시메온 2세(세마윤 칸)를 카헤티의 왕으로 임명하고, 반란을 일으킨 지역을 통치하기 위해 일련의 총독들을 배치했다. 또한 그는 카르틀리의 모든 조지아 귀족들을 추방할 계획 역시 가지고 있었다. 이 원정으로 조지아 동부에 대한 사파비 제국의 영향력은 완전히 회복되었지만, 조지아인들은 1624년 아바스 1세가 사망할 때까지 사파비 제국에 대한 저항전을 계속했다.

#### 쿠르드 반란 진압
1609~1610년, 쿠르드 부족들과 사파비 제국 사이에 전쟁이 벌어졌다. 1609년 11월부터 1610년 여름까지 이어진, 사파비 제국의 대재상 하템 베그가 이끄는 잔혹하고도 기나긴 포위전 끝에 결국 쿠르드족의 거점이었던 딤딤이 함락당했다. 아바스 1세는 베라도스트와 무크리얀(마하바드)에 있던 쿠르드인들을 모조리 학살할 것을 명령하고, 그 지역에 튀르크계 아프샤르족을 정착시키도록 했다. 그러고도 살아남은 쿠르드인들은 호라산으로 추방당했는데, 오늘날 호라산에는 이때 이주당한 쿠르드인들의 후손이 대략 170만 명 정도 살고 있다.

#### 유럽 국가들과의 교류

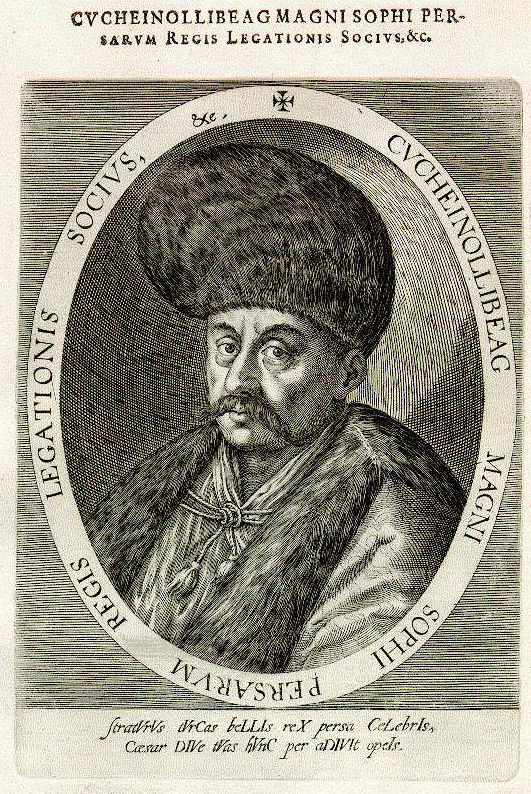
1599년에서 1602년 사이에 사절단을 이끌고 유럽을 방문한 최초의 페르시아인 후사인 알리 베그의 초상화.

아바스 1세는 기독교도들에 대한 관용을 베풂과 동시에 유럽 국가들과의 외교적인 관계를 구축하려 노력함으로써 공동의 적이었던 오스만 제국에게 대항하고자 했다. 이미 한 세기 전의 페르시아의 통치자였던 아크 코윤루(백양 왕조)의 우준 하산이 베네치아와 동맹을 맺은 바 있으며, 사파비 제국의 창시자 이스마일 1세는 오스트리아의 합스부르크 가문과 동맹을 성사시키기도 했지만 이 두 사람 모두 별다른 성과를 거두지는 못했다. 다만 아바스 1세의 이러한 관용 정책은 그의 조부 타흐마스프 1세가 영국인 여행객 엔서니 젠킨슨이 기독교도라는 이유만으로 추방한 것과는 매우 대조된다. 아바스 1세는 실제로 "가장 낮은 지위의 기독교인의 신발 밑장에서 나오는 먼지는 오스만 제국의 최고위층의 그것보다 더 좋다"고 언급했다. 그는 유럽 국가들과의 동맹을 체결하기 위해 필요한 모든 조치에 힘을 기울였다.

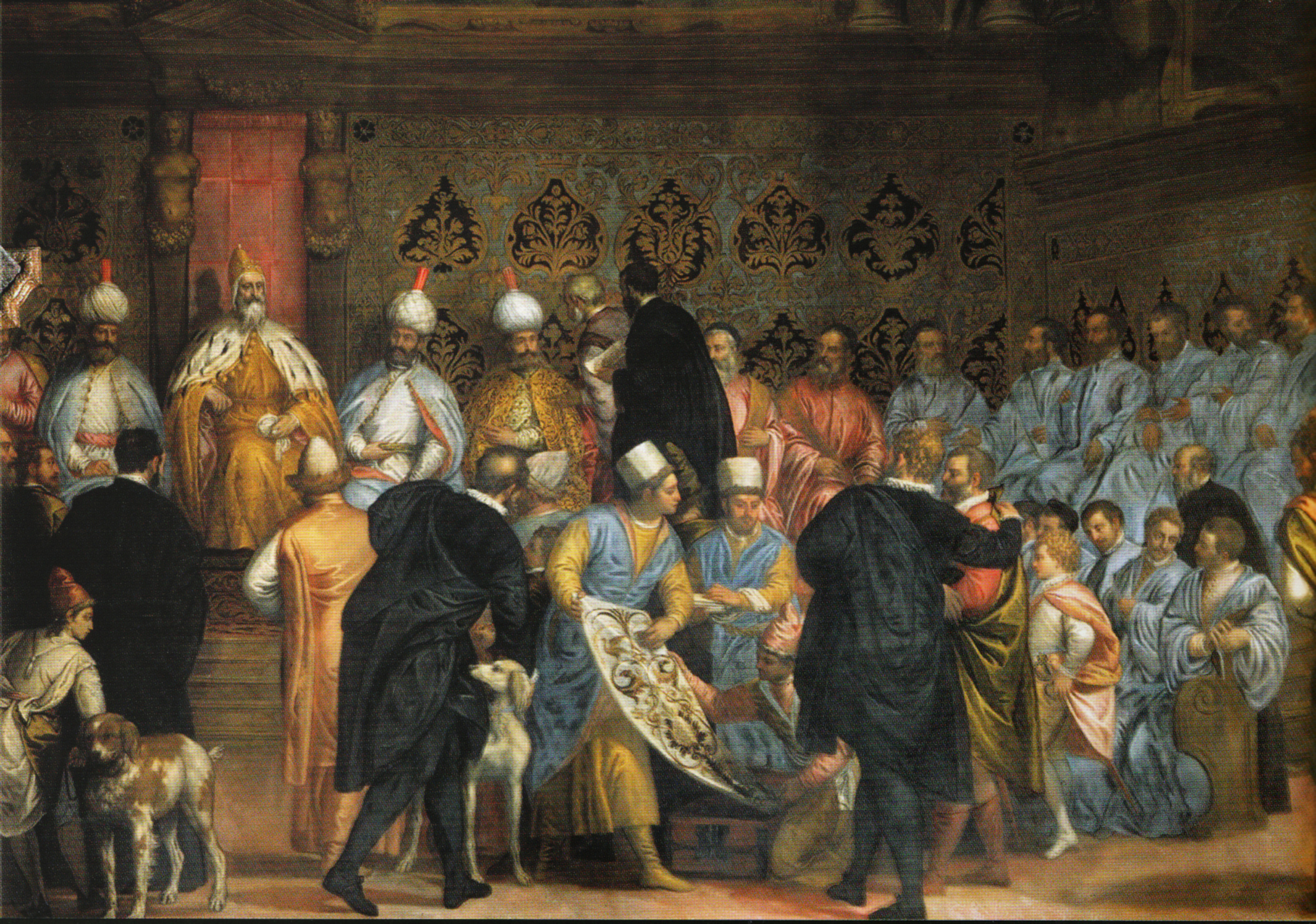
베네치아 도제 마리노 그리마니가 페르시아 사절단을 접견하는 모습을 묘사한 프레스코화, 1599년.

1599년, 아바스 1세는 유럽에 첫 외교 사절단을 파견했다. 그들은 카스피해를 건너 모스크바에서 겨울을 보낸 후, 노르웨이와 독일(신성로마황제 루돌프 2세 재위기)을 거쳐 로마에 도착했다. 당대 교황이었던 클레멘스 8세는 이들을 매우 환대해주었다. 그뒤 사절단은 1602년에 펠리페 3세 치하의 스페인에 도착했다. 비록 이들은 아프리카를 일주하던 중 난파되어 페르시아로 돌아가지는 못했지만, 페르시아와 유럽 간의 접촉에 있어 중요한 새로운 국면을 열었다. 유럽인들은 페르시아인과 그들의 문화에 매료되기 시작했는데, 일례로 대문호 셰익스피어의 「열두번째 밤」에서는 페르시아의 샤한샤를 의미하는 영어 용어인 '소피'가 두 번 등장한다. 이때를 기점으로 유럽과 페르시아 사이에 오가는 사절단의 수와 규모가 크게 늘어났다.

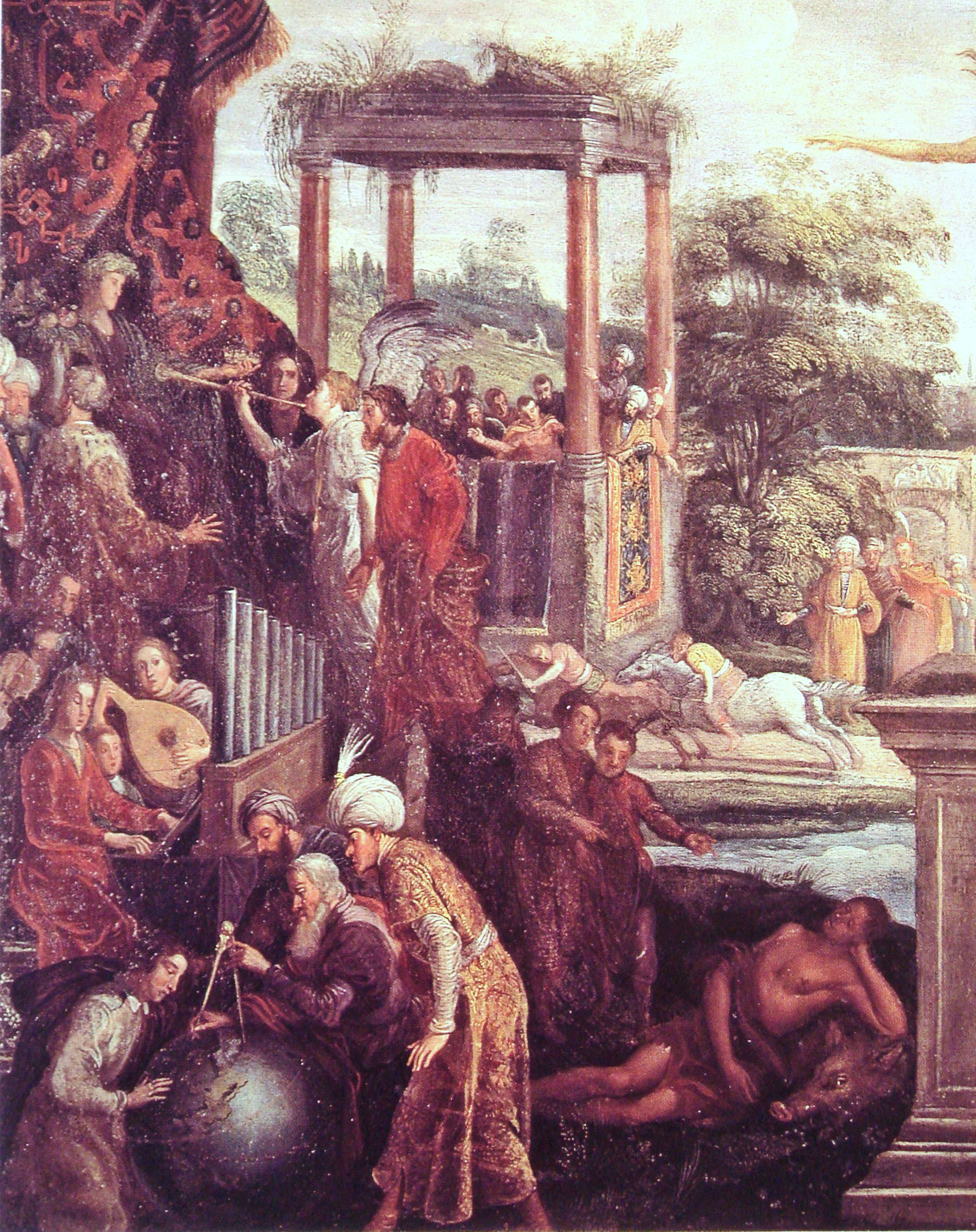
알레고리 데 로카시온의 명예의 나팔에 있는 아바스 1세와 페르시아 사절단. 이 그림을 본 프란시스 2세 프랑켄은 그를 '새로운 황제'라고 명명했다.

아바스 1세는 유럽에서 오스만 제국의 주요 적국이었던 합스부르크 스페인과의 동맹에 큰 기대를 걸고 있었으므로, 그들에게 오스만 제국에 맞서 동맹을 체결한다면 무역 독점권과 페르시아에서 기독교를 설교할 권리를 줄 것을 약속했다. 그러나 이것에는 한 가지 문제가 있었는데, 바로 1580년 스페인이 포르투갈과 동군연합을 형성하면서 페르시아와 포르투갈 사이에 계속 갈등이 있었던 호르무즈에 대한 영유권 문제가 재조명된 것이었다. 스페인은 아바스 1세에게 호르무즈를 넘겨주는 대가로 영국과의 관계를 단절할 것을 요구했다. 아바스 1세는 이에 응할 수 없었고 결국 스페인과의 동맹을 포기했다. 이후 아바스 1세는 40만 명이 넘는 아르메니아의 기독교도들이 교황에게 충성을 맹세하도록 만들고 신성로마제국 및 폴란드, 루스 차르국과 계속 관계를 이어 나갔으나 별다른 결실은 맺지 못했다.
영국은 오스만 제국과 맞서 싸우는 데에는 관심이 없었지만, 페르시아와 외교적 관계를 체결하고 이들과 접촉하는 데에는 적극적으로 행동했다. 일례로 셜리 형제는 1598년에 사파비 제국을 방문하여 아바스 1세의 군대 개혁에 조언을 아끼지 않았으며, 그 중 한명인 로버트 셜리는 1609년에서 1615년 사이에 두번째 페르시아 유럽 사절단을 이끌어내기도 했다. 영국 동인도 회사 역시 이때부터 페르시아에 관심을 가지기 시작했는데, 1622년에는 4척의 전함을 파견하여 아바스 1세가 포르투갈로부터 호르무즈를 되찾는 데 도움을 주기도 했다.

#### 유산

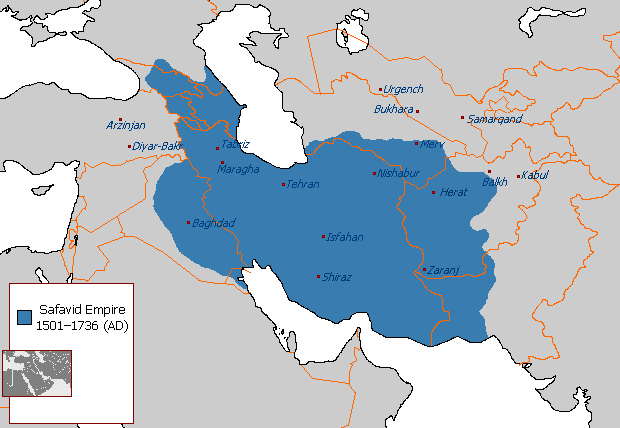
아바스 1세 치하에서 최대 영토에 도달한 사파비 제국

아바스 1세 치세 하의 사파비 제국은 최전성기를 보냈다. 영국과 네덜란드를 위시한 서양 세력들과 교류하면서 막대한 부를 쌓았으며, 숙적이었던 오스만 제국과의 전쟁에서도 호각세를 보여주었을 뿐만 아니라 잠깐이나마 우위를 차지하기도 했다. 이때의 사파비 제국은 이란, 이라크, 아르메니아, 아제르바이잔, 조지아, 다게스탄, 카바르디노발카르, 바레인, 투르크메니스탄, 우즈베키스탄, 아프가니스탄, 파키스탄, 튀르키예 등 수많은 국가들에 걸친 대제국이었다.
이스마일 1세가 사파비 제국을 창건하는 데 도움을 주었으며 수 세기에 걸쳐 강력한 권력을 휘둘렀던 키질바시들은 그의 시대에 급격히 약화되었고, 수십만 명에 달하는 조지아인과 체르케스인, 아르메니아인들이 유입되면서 새로운 계층을 형성했다. 또한 수백년 동안 여러 부족들로 나뉘어져 있던 페르시아를 중앙집권적 통일국가로 변모시키면서, 제국의 안정도는 이전과는 비교할 수 없을 정도로 개선되었을 뿐만 아니라 황권 역시 유례없이 강력해졌다.

#### 가정사
다만 아바스 1세는 가정사에서 만큼은 실패를 거듭하였다. 특히 그는 아들 5명 중 2명이 요절했으며 자식들과의 관계가 나빠 아들들이 제위를 찬탈할까 극도로 염려했다고 한다. 샤 아바스는 장남 모하마드 바케르(사피 미르자)를 처음에는 아꼈지만 바케르와의 갈등이 커지다가 결국에는 갈등 끝에 1615년 그를 처형하였다. 장성한 자녀들 가운데 차남 모하메드 미르자와 삼남 콜리 아마놀라 미르자와도 갈등하다가 그들이 신하들과 짜고 아버지를 폐위하려는 것을 알게 되어 각각 1621년과 1627년에 실명시킨 뒤 감옥에 가두었다. 때문에 그가 1629년 1월 세상을 떠날 즈음 사파비 제국에는 제대로 된 후계자가 없는 상황이 되어버린다.

### 쇠퇴
풍요와 번영을 구가했던 16세기를 지나 17세기에 접어들면서, 사파비 제국은 오랜 숙적이었던 오스만 제국 및 우즈베크인들 이외에도 새롭게 위협으로 떠오른 이웃 국가들과 맞서 싸워야 했다. 루스 차르국은 킵차크 칸국의 후계 칸국들 중 두 개를 합병하고 유럽, 카프카스 산맥, 중앙아시아 방면으로 팽창해나갔으며 아스트라한을 점령하면서 다게스탄의 사파비 영토와 맞닿게 되었다. 한편 남아시아에서 인도의 무굴 제국은 이전 타흐마스프 1세가 그들에게 호의를 베풀어주었음에도 아프가니스탄과 호라산을 지속적으로 위협함에 따라 잠재적인 적국으로 분류되었다.
사파비 제국과 유럽 국가들과의 무역으로 인해 페르시아의 금속 공급은 거의 고갈될 지경에 이르렀고, 자연스럽게 군사력 역시 약화되었다. 그 와중에도 아바스 1세 이후의 사파비 통치자들은 아바스 2세를 제외하고는 대부분은 국정에 관심을 두지 않고 개인의 쾌락과 호화로운 생활 방식만을 추구했으며, 경제력 약화 및 외부로부터의 위협에는 대체로 무관심한 태도로 일관했다. 또한 유럽 국가들이 인도양 서부 무역로를 통제하기 위해 그들의 우월한 해상 전력을 적극 사용하기 시작한 것은 동아프리카, 아라비아 반도, 남아시아와 이어져 있던 페르시아의 해상 무역로를 단절시키는 결과를 가져왔다. 사파비 제국은 이 때문에 무역량이 급격히 감소하면서 적지 않은 경제적 피해를 입어야 했다.

#### 사피 샤 (1629~1642)

사피 시대의 사파비 제국 영토 변화

아바스 1세 사후 제위에 오른 그의 손자 사피는 국정에 관심을 거의 기울이지 않았을 뿐만 아니라, 문화 및 지적 분야에 관심도 별로 없었을 뿐더러 글도 제대로 읽을 줄 모르는 무식한 인물이었다. 심지어 대부분의 일과를 포도주를 마시거나 아편을 피우면서 시간을 보내기도 했을 정도로 군주 자리에는 영 맞지 않았다. 사피가 무능하다는 것을 곧바로 알아챈 오스만 제국의 무라트 4세는 1630년대 초부터 사파비 제국을 침공하기 시작했고 1638년에는 마침내 바그다드를 사파비 제국으로부터 빼앗아갔다. 결국 오스만 제국과 사파비 제국은 주하브 조약을 체결하여 대략 1세기 전에 양측이 맺었던 아마시아 조약에 따른 국경을 재확인해야 했고, 그 결과 사파비 제국은 아바스 1세가 기껏 수복해 놓았던 메소포타미아와 아나톨리아 동부 영토를 다시 상실하였다. 한편 오스만 외에도 동쪽의 우즈베크인들과 튀르크멘이 지속적으로 약탈을 일삼았으며, 무굴 제국은 알리 마르단 칸을 앞세워 주요 요충지였던 칸다하르를 무단으로 점령하였다. 상황이 이럼에도 사피는 자신의 황권에 위협이 되는 친족들과 그의 숙부들을 처형하기에만 급급했다. 계속 쾌락에만 빠져 살던 그는 1642년에 과음으로 인해 사망했다.

#### 아바스 2세 (1642~1666)

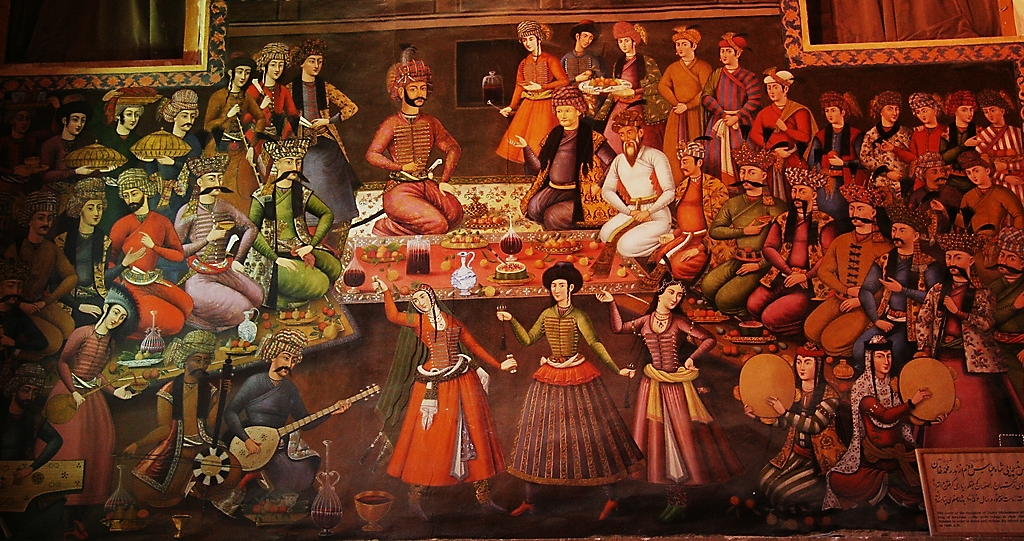
아바스 2세가 타국의 고위 인사들을 위해서 연회를 개최하는 모습을 묘사한 프레스코화. 이스파한 체헬 소툰 궁전의 천장에 그려져 있다.

이후 그의 9살 난 아들 무함마드 미르자가 아바스 2세로 제위에 올랐다. 다만 재위 초기에는 나이가 너무 어렸기 때문에 재상 사루 타키와 모후 안나 카눔, 그리고 자니 베그 칸 샴루와 모하마드 베그가 서로 연합하여 섭정 정치를 펼쳤다. 사루 타키는 파르스 지방을 황실령으로 편입시켰으며, 수도 이스파한의 아르메니아인 인구에게 세금을 부과하고 제국의 최대 경제권 지역인 길란의 총독이 자금을 빼돌리지는 않았는지 철저하게 감시했다. 확실히 그는 경제적인 측면에서는 대단히 유능한 인물이었지만, 지나치게 독선적이고 오만하여 다른 이들의 미움을 샀다. 결국 사루 타키는 164년 10월 11일 자니 베그 칸에게 살해당했다. 이 사건을 계기로 경각심을 갖게 된 아바스 2세는 그가 15살이 되던 해에 대규모 숙청 작업을 단행했다.
'아바스'라는 이름에 걸맞게, 조부와 같이 능력이 뛰어났던 그는 혼란에 빠질 뻔 했던 사파비 제국에 중흥기를 가져왔다. 먼저 1649년 무굴 제국에게 빼앗긴 칸다하르 지방을 재탈환했고 이를 되찾기 위해 쳐들어온 아우랑제브를 물러가게 만들며 일대 지역을 안정시켰다. 1651년에는 러시아가 국경지대에 군사 요새를 신축하면서 문제가 발생했지만 이것을 현명하게 잘 넘겼으며, 1659년에는 카헤티 왕국에서 일어난 반란도 성공적으로 억눌렀다. 아바스 2세의 치세 동안 사파비 제국은 점차 다가오는 외세의 위협을 나름대로 잘 넘길 수 있었다. 서양인들이 남긴 기록에 의하면 아바스 2세는 현명하고 품위있는 군주였다고 남아있고, 여러 건축물들을 건립하며 외견상으로는 충분히 아바스 1세 시절의 전성기를 유지하는 듯 보였다. 그러나 아바스 2세가 1666년에 사망하자 사파비 제국은 본격적으로 붕괴의 징조를 보인다.

#### 쉴레이만 1세 (1666~1694)
아바스 2세 이후 즉위한 샘 미르자는 황명으로 '사피 2세'를 택했다. 그러나 대관식 직후부터 페르시아 중부에 두 차례의 가뭄이 발생하여 주민들이 기근에 시달렸고, 1667년 11월에는 시르반 지역에서 대지진이 일어나 일대에서만 3만 명 이상, 주도 샤마키에서 대략 2만 명이 사망했으며 심지어 우크라이나의 코사크들이 카스피해를 넘어 다게스탄과 마잔다란을 약탈하기까지 했다. 궁정의 천문학자들은 아무래도 그가 즉위 날짜와 왕명을 잘못 정한 것 같다며 사피 2세에게 다시 대관식을 올릴 것을 요청했다. 사피 2세는 이를 받아들였고, 1668년 '쉴레이만 1세'라는 왕명으로 다시 대관식을 열었다. 하지만 2차례의 대관식과 새로운 왕명이 제국의 발전에 단 한 걸음도 가까워지지 않았다는 것이 곧 증명되었다. 대관식 이후 쉴레이만 1세는 황실 깊은 곳의 하렘에 틀어박혀 후궁들과 놀아나기에 바빴으며, 많은 비용과 행정 절차를 수반하는 여행을 즐겼다. 국정 역시 제대로 관여하지 않은 채로 대재상과 신하들에게 모조리 떠맡겼다. 당연히 궁정에서는 부정부패가 넘쳐났고 국력은 날로 약화되었다.
말년 동안 쉴레이만 1세는 점점 더 국정에 무관심해졌고, 과음을 즐긴 채로 궁정에서 은둔 생활을 반복했다. 이때의 사파비 제국은 외부로부터의 많은 위협에 시달리고 있었다. 1689년에 우즈베크인들이 국경을 넘어 호라산으로 침입해왔으며, 동시에 발루치스탄 일대에서 반란이 일어났다. 1692년에는 쿠르디스탄과 케르만, 칸다하르, 라르, 조지아에서 잇달아 반란이 터져나왔다. 이때 쉴레이만 1세는 수십 년간의 방탕한 생활으로 인해 발생한 통풍 때문에 고생하고 있었다.

#### 술탄 후사인 (1694~1722)

후기 사파비 제국의 영토

쉴레이만 1세는 1694년 임종 직전에 신하들에게 2가지 선택권을 주었다. 만일 신하들이 제국의 번영과 황실의 영광을 원한다면 나이가 더 어린 타흐마스프 왕자(23세)를, 아니면 평화와 제국의 안위를 우선시한다면 나이가 더 많은 후사인 왕자(26세)를 택하라고 말했던 것이다. 술레이만 1세는 개인적으로 전자를 더 마음에 들어했던 것으로 보이지만, 정작 신하들은 선천적으로 유약한 성품이던 후사인 왕자를 황제로 세워야만 신하들의 권력이 더 커질 수 있다고 여겼기 때문에 후자를 지지했다. 황실의 환관들과 대고모였던 마르얌 베굼은 결국 후사인 왕자를 새 황제로 옹립했고, 후사인 왕자는 1694년 8월 7일 술탄 후사인이라는 왕명으로 대관식을 치렀다. 이 대관식은 엄청나게 호화로웠던 것으로 유명한데, 즉위를 기념해 수도 이스파한 내부의 모든 사람들에게 공짜로 음식을 나눠주었으며, 수도 중앙의 왕실 광장 및 바자르에는 등을 달고 동물을 박제하여 빼곡하게 채웠다고 전해진다. 술탄 후사인은 그의 대관식 때 기존의 관례를 깨고 이스파한의 최고위 이슬람 성직자(셰이크 올 이슬람)였던 모하마드 바케르 마젤레시에게 주관을 맡겼는데 그는 이 대가로 샤리아를 제국 전역에 더 엄격하게 제공하길 청했다. 술탄 후사인은 이를 들어주었고 제국 전역에서 술의 제조와 음용, 청소년의 커피숍 방문, 여성의 자유로운 외출 제한, 도박과 비둘기 싸움 등을 모조리 금지했다.
술탄 후사인의 치하에서 사파비 제국은 처음에는 나름 평화기를 이어가는 듯이 보였지만, 곧 각지에서 문제가 터져 나왔다. 샤리아에 근거한 강력한 시아파 정책으로 불만을 품은 시르반과 다게스탄, 쿠르디스탄의 수니파들은 오스만 제국의 지원을 받아 반란을 일으켰고, 1721년에는 시르반 지방의 중심 도시였던 샤만키를 함락해 총독을 죽이고 모조리 불태워버리기까지 했다. 이로 인해 체르케시야 지방에서 사파비 제국의 영향력은 거의 사라져버리고 만다. 또한 페르시아 만에서 해적들이 날뛰고 있고 북서부 지방에서는 역병이 창궐하는데도 무능한 술탄 후사인은 아무런 조치도 취하지 않았다. 특히 가장 반발이 심했던 곳은 아프가니스탄과 그 너머의 광활한 건조 지대였다. 이 지역에는 사파비 제국과 무굴 제국 모두 통제에 실패한 호전적인 부족들인 발루치인이 거주하고 있었다. 1699년, 케르만 지역은 발루치인들의 대대적인 침공과 약탈에 직면했다.
이에 술탄 후사인은 조지아 출신의 기오르기 11세(고르긴 칸)을 케르만의 베글러베그(총독)으로 임명하여 발루치인들을 물리치라고 명했다. 기오르기 11세는 숫적으로 열세였음에도 불구하고 동생 레반(샤콜리 칸)의 도움으로 수차례 발루치인들의 공격을 방어해냈다. 1703년에 아프간인들이 동부에서 재차 문제를 일으키자. 후사인은 기오르기 11세를 동부 지역의 총사령관 겸 칸다하르와 조지아의 총독으로 임명했다.

#### 아프간 문제
칸다하르의 총독으로 부임하게 된 기오르기 11세는 그 지역에 잔혹한 통치를 펄쳤다. 그의 사파비 군대는 도적질을 행하고 아프간 소녀들과 여성들을 이유없이 끌고 갔으며, 세금을 대폭 인상했다. 또한 수니파 아프간인들이 사파비 제국의 통치를 받아들이는 조건으로 보장받은 종교의 자유를 무시하고 시아파를 강요했다. 심지어 이슬람에서 엄히 금지하는 돼지와 술(와인)을 가지고 와서 수니파 모스크를 더럽혔을 뿐만 아니라 9~10세의 소년과 소녀들을 무참하게 살해한 뒤 그 시신을 부모의 집 앞에 던져놓는 짓을 벌이기도 했다.
이러한 그의 통치에 분노한 아프간인들은 이스파한의 술탄 후사인에게 총독을 바꿔달라고 요청하려 했으나, 그 전에 기오르기 11세의 부하에게 체포되면서 이는 이루어지지 못했다. 이에 길자이 아프간인들의 대표자이자 이 지역에서 꽤나 유명한 가문 출신이었던 미르와이스 호타크는 조지아인들에 대한 반란을 계획했지만 기오르기 11세의 의심을 받아 체포된 뒤 이스파한으로 압송되었다. 뇌물과 능숙한 자기 변호를 통해 미르와이스는 술탄 후사인으로부터 무죄 판결을 받아 아프가니스탄으로 돌아올 수 있었다. 그러나 그는 이스파한에 머물면서 사파비 제국 내부의 허약함과 술탄 후사인의 무능함을 알아 챘고, 아프간인들을 통합하여 다시금 반란을 계획하고 있던 중이었다.

#### 미르와이스의 반란
메카 순례를 떠난 미르와이스는 그곳에서 페르시아의 지배로부터 벗어날 수 있다는 칙령(파트와)을 얻어냈고, 다시 아프가니스탄으로 돌아와 1708년 대규모 반란을 일으켰다. 1709년 4월, 아프간인들은 기오르기 11세의 진영을 습격하여 그를 무참하게 살해했다. 이후 그들은 칸다하르를 장악하고 조지아 군대를 모조리 학살했다. 하지만 이 상황에 대해서 사파비 제국 정부는 아무런 조치를 취하지 않았고 단지 두명의 특사를 보내는 것이 다였다.
상황이 이렇게 되자 술탄 후사인은 기오르기 11세의 조카 호스로우 칸를 아프간 방면의 사령관으로 임명하여 반란을 진압하도록 했다. 그러나 호스로우 칸은 자신에게 적대적인 대재상과 반조지아 파벌의 방해로 인해 군대를 모집하는 데 어려움을 겪어야 했다. 심지어 군사 3,000명에게 지급할 봉급마저 부족할 정도였다. 다행히 길자이 부족에게 적대적이었던 헤라트의 압달리 부족의 도움으로 호스로우 칸은 겨우 군대를 꾸릴 수 있었다. 2년 간의 전쟁 끝에 호스로우 칸은 마침내 칸다하르를 포위했다. 두달 뒤에 길자이족은 평화를 호소했는데, 그러나 이들은 완전 항복을 요구받은 이후에도 계속 싸웠다. 1711년 10월이 되면서 더위, 전염병, 보급품 부족과 더불어 발루치인들의 습격으로 인해 지쳐버린 호스로우 칸과 병사들은 철군하기로 결심했다. 이들은 본국으로 돌아가던 도중에 아프간 반란군의 공격을 받아 전멸했다. 이후에도 술탄 후사인은 진압대를 계속 파견했지만, 보내는 족족 아프간인들에게 패배했다.

#### 이스파한의 함락

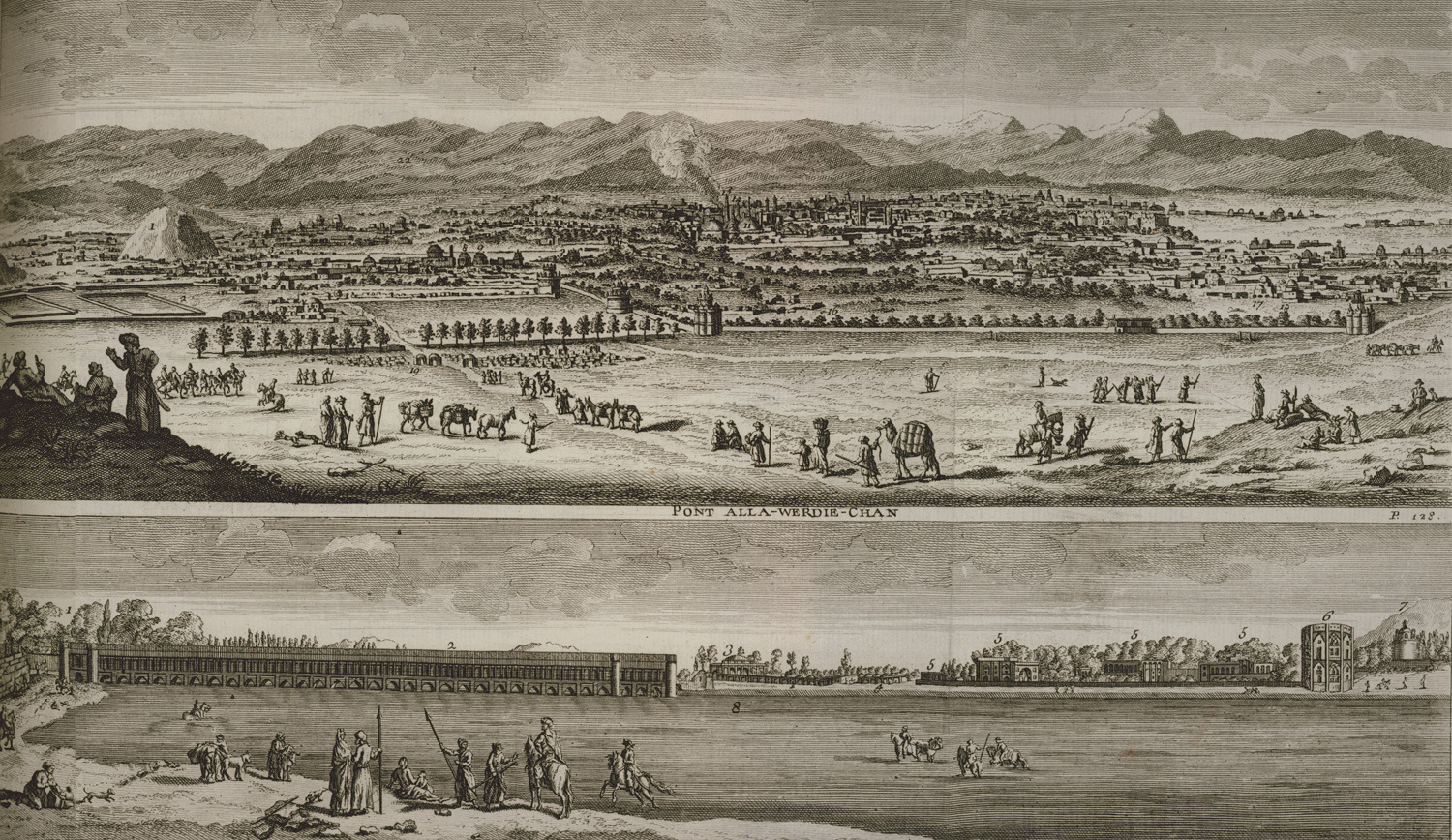
1703년 코넬리스 드 브루진이 그린 이스파한의 풍경.

1715년 미르와이스가 사망한 이후 왕위에 오른 마흐무드 호타크는 사파비 제국과의 협상을 일체 거부하고 그들에게 복수를 다짐했으며, 이로써 타협을 통해 아프간인들을 달래려는 사파비 당국의 정책은 완전히 실패해버렸다. 이제 세력을 키운 아프간인들은 1720년에는 페르시아 심장부로 진격하여 케르만을 함락시킬 정도가 되었다. 제국의 동남부와 동부 지역은 이들에게 완전히 초토화되었다. 마흐무드 호타크는 아예 사파비 제국의 수도 이스파한을 함락시키고자 서쪽으로 계속 진격했다. 이에 술탄 후사인은 도시 안에서 포위 공격에 대비하는 대신 직접 군대를 이끌고 굴나바드에서 아프간 군대를 요격하기 위해 뛰쳐나왔다. 그러나 그해 3월 8일에 사파비 군대는 적들에게 처참히 패배했으며 남은 이들은 급히 이스파한 내부로 도망쳤다.
후사인은 지방으로 탈출할 수도 있었지만, 아프간군이 포위한 수도에 계속 남아있기로 결정했다. 마흐무드의 이스파한 포위 공격은 1722년 3월부터 10월까지 계속되었다. 하지만 술탄 후사인의 처참하기 그지없는 통치력과 기근, 식량 부족으로 인한 폭동 등으로 이스파한 내부에서조차 그에게 반대하는 움직임이 일어났다. 결국 도시 주민들 가운데 8만 명이 사망할 지경에 이르자, 결국 10월 23일에 술탄 후사인은 성문을 열어 항복하고 마흐무드를 페르시아의 새로운 황제로 인정했다. 마흐무드 호타크는 처음에는 항복한 술탄 후사인을 호의적으로 대해주었으나, 얼마 지나지 않아 그가 다시 저를 내치고 왕위를 되찾으려 시도하지 않을까 의심하기 시작했고, 나중에는 그를 제외한 모든 사파비 왕족 남성들을 죽이라는 명까지 내린다.
마흐무드 호타크는 이스파한 점령 후 얼마 못가서 정신이 오락가락하더니 4월 25일 사망했다. 마흐무드가 사망하자 그 아들 아쉬라프 호타크가 즉위해 아버지가 빼앗은 페르시아의 황제 지위를 주장했다. 아쉬라프 호타키도 처음에는 제 아버지로 인해 모든 가족들이 처참하게 죽어버린 술탄 후사인을 동정했고 덕분에 후사인은 제 딸을 아쉬라프와 혼인시키는 등 나름 호의적인 행동을 베풀었다. 그러나 오스만 제국의 바그다드 총독 아흐마드 파샤가 '당장 사파비 황실에게 페르시아를 돌려주고 아프가니스탄으로 물러가라'라는 내용의 서한을 보내자, 격분한 아쉬라프 호타크는 1726년 11월 15일 술탄 후사인의 목을 잘라 그에게 돌려준다. 페르시아의 정당한 지배자는 사파비 왕조가 아니라 자신이라는 이야기였다. 이렇게 술탄 후사인은 58세의 나이로 어이없이 죽었다. 한편 페르시아가 혼란한 틈을 타서 러시아 제국과 오스만 제국은 콘스탄티노플 조약을 체결해 조지아, 아르메니아, 카프카스 지역을 서로 분할하였다.

### 멸망
아프간인들이 세운 호타키 왕조는 약 7년 동안 페르시아를 통치했지만, 사파비 왕조에게 복속한 튀르크계 아프샤르족 사이에서 군사 지도자로서 두각을 드러낸 나디르 샤가 이들을 몰아냈다. 나디르 샤는 천재적인 군사 전술로 러시아 제국과 오스만 제국 등 외세를 몰아내는 한편으로, 1729년 담간 전투에서 호타키 군대를 궤멸시킴으로써 아프간 세력을 페르시아에서 완전히 축출했으며 1732년 레흐트 조약과 1735년 간자 조약을 체결해 오스만과 러시아 사이에 분할되었던 페르시아 영토를 수복했다. 사파비 제국과 그 영토가 다시 재건된 1738년에 나디르 샤는 칸다하르에 있던 호타키 왕조의 마지막 거점을 정복했으며, 그 자신의 명성과 대외 원정에 필요한 자금 조달을 위해서 인도의 무굴 제국 침공을 시작했다. 가즈니, 카불, 라호르, 그리고 수도 델리까지 잇달아 점령한 나디르 샤는 무굴 제국에서 약탈한 막대한 부와 함께 페르시아로 돌아갔다. 나중에 이 지역들은 나디르 샤가 사망한 이후인 1747년에 두라니 제국을 건국한 아흐마드 샤 두라니에게로 넘어갔다. 한편 나디르 샤는 타흐마스프 2세와 아바스 3세 시기에 섭정을 겸하면서 사실상의 실권자가 되었으며, 이후 1736년에는 이름만 남아있던 사파비 제국을 멸망시키고는 스스로 페르시아의 황제 자리에 올라 아프샤르 제국을 개창했다.

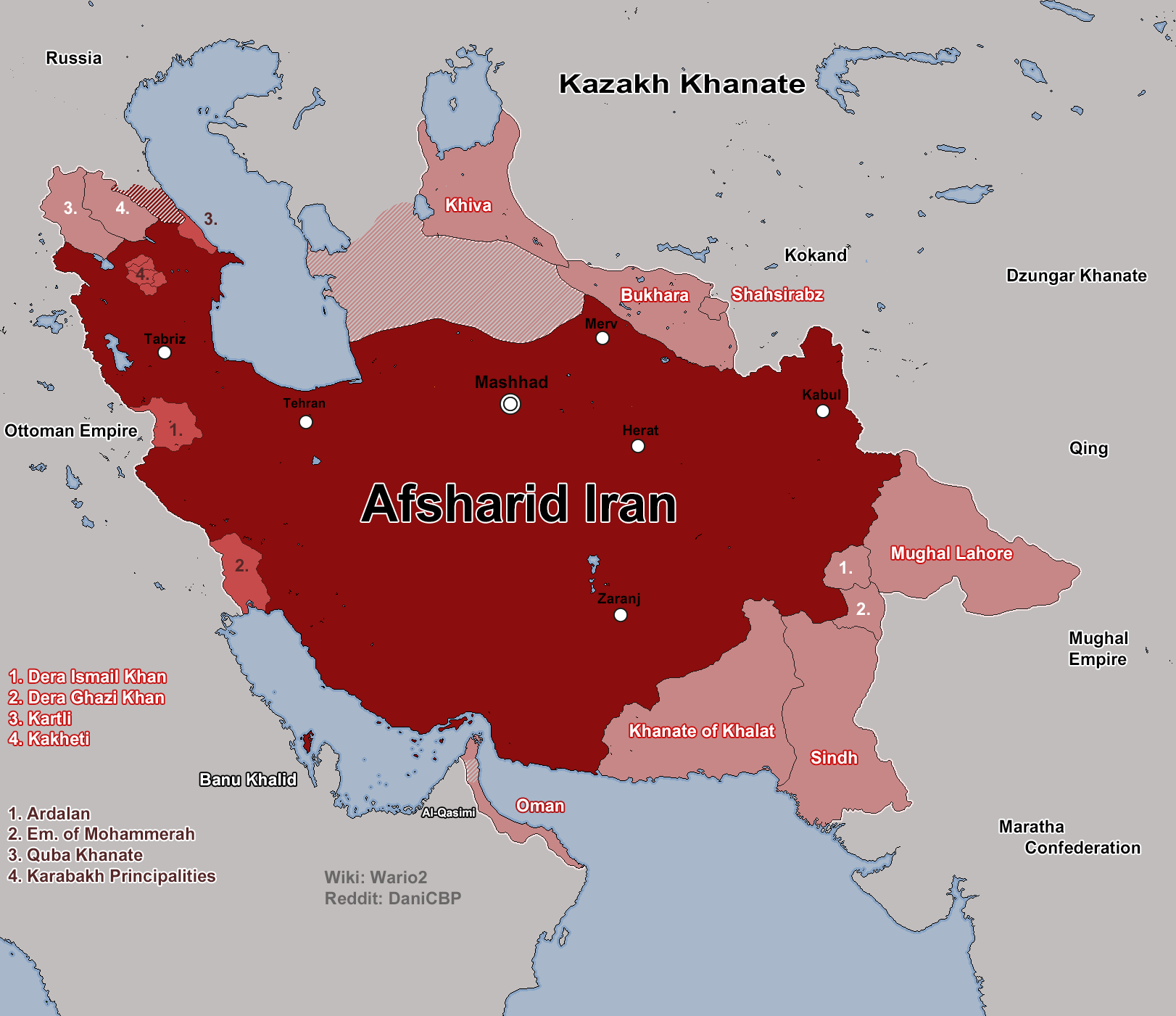
나디르 샤가 건국한 아프샤르 제국의 최대 영토(1741년경).

## 역대 군주
1. 이스마일 1세 (1501년 - 1524년)
2. 타흐마스프 1세 (1524년 - 1576년)
3. 이스마일 2세 (1576년 - 1578년)
4. 모하마드 호다반다 (1578년 - 1587년)
5. 아바스 1세 (1587년 - 1629년)
6. 사피 (1629년 - 1642년)
7. 압바스 2세 (1642년 - 1666년)
8. 쉴레이만 1세 (1666년 - 1694년)
9. 술탄 후사인 (1694년 - 1722년)
10. 타흐마스프 2세 (1722년 - 1732년)
11. 압바스 3세 (1732년 - 1736년)

## 같이 보기
- | 이란의 역사 الگو:تاریخ ایران |
| ---------------------------- |
|                              |
| 신대                         |
| 고대                         |
| 중세                         |
| 근대                         |
| 현대                         |
| v t e                        |
- | 이슬람 개종 이전       | 이슬람 개종 이전 |
| ---------------------- | ---------------- |
|                        | 기원전           |
| 자얀데 강 문명         | 선사 시대        |
| 시알크 문명            | 7500~1000        |
| 원시 엘람 문명         | 3200~2800        |
| 지로프트 문명 (아랏타) | 3000~?           |
| 엘람 제국              | 2800~550         |
| 박트리아 마르기아나    | 2200~1700        |
| 만나이 왕국            | 10~7세기         |
| 메디아                 | 728~550          |
| 아케메네스 제국        | 550~330          |
| 셀레우코스 제국        | 330~150          |
| 그리스 박트리아 왕국   | 250~125          |
| 파르티아 제국          | 248~기원후 224   |
|                        | 기원후           |
| 쿠샨 제국              | 30~275           |
| 사산 제국              | 224~651          |
| 에프탈                 | 425~557          |
| 카불 샤히 왕조         | 565~670          |

| 이슬람 개종 이후     | 이슬람 개종 이후 |
| -------------------- | ---------------- |
| 라시둔 칼리파국      | 637~661          |
| 우마이야 칼리파국    | 661~750          |
| 아바스 칼리파국      | 750~1258         |
| 사만 토후국          | 819~999          |
| 타히르 토후국        | 821~873          |
| 알라비 토후국        | 864~928          |
| 사파르 토후국        | 861~1003         |
| 지여르 왕조          | 928~1043         |
| 부와이흐 왕조        | 934~1055         |
| 가즈나 왕조          | 963~1187         |
| 셀주크 제국          | 1037~1194        |
| 화레즘 제국          | 1077~1231        |
| 샨사브 왕국          | 1149~1212        |
| 일 칸국              | 1256~1353        |
| 무자파르 왕국        | 1314~1393        |
| 카르트 왕국          | 1335~1381        |
| 추판 왕국            | 1337~1357        |
| 잘라이르 술탄국      | 1339~1432        |
| 티무르 제국          | 1370~1507        |
| 아크 코윤루 투르크멘 | 1378~1514        |
| 카라 코윤루 투르크멘 | 1374~1469        |
| 사파비 제국          | 1501~1722        |
| 또는 1736            |                  |
| 무굴 제국            | 1526~1857        |
| 호타키 제국          | 1722~1729        |
| 아프샤르 제국        | 1736~1802        |

| 아프가니스탄             | 아프가니스탄 |
| ------------------------ | ------------ |
| 두라니 제국              | 1747~1823    |
| 영국과 러시아 세력       | 1823~1919    |
| 독립과 내전              | 1919~1929    |
| 바라자이 통치기          | 1929~1973    |
| 아프가니스탄 공화국      | 1973~1978    |
| 공산 통치기              | 1978~1992    |
| 1992년 이후 아프가니스탄 | 1992~현재    |

| 아제르바이잔        | 아제르바이잔 |
| ------------------- | ------------ |
| 독립한 칸국         | 1722~1828    |
| 러시아 통치기       | 1828~1917    |
| 민주 공화국         | 1918~1920    |
| 아제르바이잔 SSR    | 1920~1991    |
| 아제르바이잔 공화국 | 1991~현재    |

| 바레인          | 바레인    |
| --------------- | --------- |
| 포르투갈 통치기 | 1521~1602 |
| 대(對)영국 협정 | 1820~1971 |
| 바레인 왕국     | 1971~현재 |

| 이란               | 이란      |
| ------------------ | --------- |
| 잔드 왕국          | 1750~1794 |
| 이란 숭고국        | 1781~1925 |
| 이란 제국          | 1925~1979 |
| 이란 혁명          | 1979      |
| 과도 정부          | 1979      |
| 이란 이슬람 공화국 | 1979~현재 |

| 이라크          | 이라크    |
| --------------- | --------- |
| 오스만 제국     | 1632~1919 |
| 하심 왕국       | 1920~1958 |
| 쿠데타와 공화국 | 1958~2003 |
| 이라크 공화국   | 2004~현재 |

| 타지키스탄            | 타지키스탄 |
| --------------------- | ---------- |
| 부하라 토후국         | 1785~1920  |
| 부하란 / 우즈베크 SSR | 1920~1929  |
| 타지크 자치 SSR       | 1929       |
| 타지크 SSR            | 1929~1991  |
| 타지키스탄 공화국     | 1991~현재  |

| 우즈베키스탄        | 우즈베키스탄 |
| ------------------- | ------------ |
| 부하라 토후국       | 1785~1920    |
| 우즈베크 SSR        | 1924~1991    |
| 독립                | 1991         |
| 우즈베키스탄 공화국 | 1991~현재    |

| 아프가니스탄             | 아프가니스탄 |
| ------------------------ | ------------ |
| 두라니 제국              | 1747~1823    |
| 영국과 러시아 세력       | 1823~1919    |
| 독립과 내전              | 1919~1929    |
| 바라자이 통치기          | 1929~1973    |
| 아프가니스탄 공화국      | 1973~1978    |
| 공산 통치기              | 1978~1992    |
| 1992년 이후 아프가니스탄 | 1992~현재    |

| 아제르바이잔        | 아제르바이잔 |
| ------------------- | ------------ |
| 독립한 칸국         | 1722~1828    |
| 러시아 통치기       | 1828~1917    |
| 민주 공화국         | 1918~1920    |
| 아제르바이잔 SSR    | 1920~1991    |
| 아제르바이잔 공화국 | 1991~현재    |

| 바레인          | 바레인    |
| --------------- | --------- |
| 포르투갈 통치기 | 1521~1602 |
| 대(對)영국 협정 | 1820~1971 |
| 바레인 왕국     | 1971~현재 |

| 이란               | 이란      |
| ------------------ | --------- |
| 잔드 왕국          | 1750~1794 |
| 이란 숭고국        | 1781~1925 |
| 이란 제국          | 1925~1979 |
| 이란 혁명          | 1979      |
| 과도 정부          | 1979      |
| 이란 이슬람 공화국 | 1979~현재 |

| 이라크          | 이라크    |
| --------------- | --------- |
| 오스만 제국     | 1632~1919 |
| 하심 왕국       | 1920~1958 |
| 쿠데타와 공화국 | 1958~2003 |
| 이라크 공화국   | 2004~현재 |

| 타지키스탄            | 타지키스탄 |
| --------------------- | ---------- |
| 부하라 토후국         | 1785~1920  |
| 부하란 / 우즈베크 SSR | 1920~1929  |
| 타지크 자치 SSR       | 1929       |
| 타지크 SSR            | 1929~1991  |
| 타지키스탄 공화국     | 1991~현재  |

| 우즈베키스탄        | 우즈베키스탄 |
| ------------------- | ------------ |
| 부하라 토후국       | 1785~1920    |
| 우즈베크 SSR        | 1924~1991    |
| 독립                | 1991         |
| 우즈베키스탄 공화국 | 1991~현재    |

### 내용주
1. ↑  페르시아어: ممالک محروسهٔ ایران 마말리키 마흐루사이 이란, 영어: Guarded Domains of Iran, 이란 보호령으로도 해석될 수 있음
2. ↑  /ˈsæfəvɪd, ˈsɑː-/
3. ↑  페르시아어: شاهنشاهی صفوی 샤한샤히예 사파비, Šāhanšāhi-ye Safavi
4. ↑  게다가 이스마일 1세는 술탄으로 새로 즉위한 셀림 1세의 왕위 계승 과정에서 대놓고 그의 조카를 지원했다.
5. ↑  어릴적부터 자신을 살아있는 신이자 알리의 후계자라고 굳게 믿고 수차례 승리를 거둔 인물이었으므로 전투에서 패배했을 때의 그 충격은 상당했을 것이다. 특히 그는 부인과 후궁, 첩들까지 모두 셀림 1세에게 빼앗겼다.
6. ↑  다만 아예 국정에서 손을 놓은 것은 아니었고, 조금 신경을 쓰기는 했다. 가장 대표적인 것이 오스트리아의 합스부르크 가문과 맺은 반오스만 동맹. 이스마일 1세는 오스만 제국이라는 공통의 적을 상대하기 위해서 신성로마제국의 카를 5세나 헝가리 왕국과 동맹을 체결했다.
7. ↑  그나마 압도적인 권위로 신하들을 찍어누르던 이스마일 1세가 살아있을 때까지만 해도 대놓고 키질바시들이 황제에게 이견을 제기하거나 군대를 일으키는 일은 없었다. 그러나 이스마일 1세가 1524년 사망하자마자 키질바시들은 서로 권력을 잡겠다고 날뛰기 시작한다. 이때까지만 해도 페르시아에는 부족사회의 잔재가 여전히 남아있었기 때문이었다.
8. ↑  이때 타칼루 부족은 이스파한과 하마단을, 우스타줄루 부족은 타브리즈와 호라산 일대를 점령하고 있었다.[72]
9. ↑  타칼루 부족은 이에 앙심을 품고 하마단에서 타흐마스프 1세를 급습했는데, 겨우 피신한 타흐마스프는 타칼루 부족을 모조리 총살하라고 명령했다. 무자비한 처형식이 집행된 이후, 살아남은 타칼루 부족원들 대부분은 오스만 제국으로 망명해버렸다.[75] 때문에 당시 페르시아 연대기에서는 타칼루 부족을 두고 '타칼루 해충'이라고 칭할만큼 이들을 경멸했다고 한다.[72]
10. ↑  심지어 후마윤의 증조부인 아부 사이드 미르자(1424~1469)의 시대에 집필된 사디의 「굴리스탄」삽화본을 선뜻 내어주기도 했다.[102][103]
11. ↑  그 중에는 파리 칸 카눔 공주의 삼촌인 샴칼 술탄도 있었다.
12. ↑  실제로 이웃한 오스만 제국에서도 제위에 위협이 되는 황족들, 특히 자신의 형제들은 처형하거나 유폐하기도 했다(형제 살해 관습).[117]
13. ↑  대리인을 지칭하는 아랍어 '바켈(아랍어: وكيل)'에서 파생된 용어로, '바킬'이나 '왁킬'이라고도 한다. 이 와킬은 아미르 알 우마라(키질바시들의 수장, 즉 군부의 우두머리/대장군)와 와지르(장관과 관료들의 수장, 즉 행정부의 우두머리/대재상)보다 실질적으로 높은 칭호였다.
14. ↑  1598년 에식스 백작의 특사로서 사파비 궁정을 방문한 영국의 모험가 앤서니 셜리와 로버트 셜리 형제는 아바스 1세에게 군사적인 조언을 여럿 해주었다.[142]
15. ↑  이들은 무려 아바스 1세가 사망한 지 3세기가 지난 카자르 제국 시기에도 페르시아의 역사에서 중요한 역할을 계속해나갔다.
16. ↑  다만 17세기 후반에 북중부 유럽과의 육상 무역로가 새롭게 개통되면서 육상 무역이 눈에 띄게 증가하기는 했다.[183] 이때 페르시아 상인들은 발트해 북부의 나르바, 즉 지금의 에스토니아 지역까지 무역망과 상업로를 구축했다.[184]
17. ↑  아바스 2세는 13~20만 명에 달하는 조지아인들을 대거 추방한 후[185][160][161][186]  그 지역에 키질바시 튀르크 부족들을 이주시켜 옛 아바스 1세 이래로 공백 지대가 되어버리다시피 한 조지아 지역의 인구를 채우고 대러시아 국경 지대를 강화하려 시도했는데, 이것이 문제가 된 것이었다. 결국 이주 계획 자체는 실패로 돌아간다.[187]
18. ↑  이를 '쿠루크(Quruq)'라고 하는데, 쉴레이만 1세와 그의 후궁들이 지역을 자유롭게 돌아다닐 수 있도록 일대의 마을들을 모조리 철거하고 주민들은 다른 지역으로 내쫒아버리는 사전 작업이 필요했다. 만약 6세 이상의 남성이 우연히든 아니든 쉴레이만 1세가 머무는 지역에 들어왔을 경우에는 무조건 처형당했다.
19. ↑  카르틀리 왕국이 다시 반란을 일으켜 오스만 제국에게 지원을 요청했던 것이었는데, 당시 오스만은 1683년 제2차 빈 공방전에서 대패하여 혼란에 빠져 있었기 때문에 쉴레이만 1세는 별일없이 카르틀리를 재정복했고, 외치적으로 큰 이변은 없었다.
20. ↑  대신 그의 아들이자 왕세자였던 타흐마스프는 지방에서 군대를 모집하여 수도를 구원하기 위해 탈출했다.
21. ↑  경악한 술탄 후사인은 제 몸을 던져 이를 막으려 시도했고 이 과정에서 부상까지 입었다. 그 덕에 겨우 2명의 어린 왕자들을 살릴 수 있었다.
22. ↑  이는 페르시아 지방의 관료들에게 호타키 왕조의 정통성을 과시하려는 목적도 있었다.

### 인용주
1. ↑  "... the Order of the Lion and the Sun, a device which, since the 17 century at least, appeared on the national flag of the Safavids the lion representing 'Ali and the sun the glory of the Shiʻi faith", Mikhail Borisovich Piotrovskiĭ, J. M. Rogers, Hermitage Rooms at Somerset House, Courtauld Institute of Art, Heaven on earth: Art from Islamic Lands: Works from the State Hermitage Museum and the Khalili Collection, Prestel, 2004, p. 178.
2. Flaskerud, Ingvild (2010). 《Visualizing Belief and Piety in Iranian Shiism》. A&C Black. 182–3쪽. ISBN 978-1-4411-4907-7.
3. ↑  Flaskerud, Ingvild (2010). 《Visualizing Belief and Piety in Iranian Shiism》. A&C Black. 182–3쪽. ISBN 978-1-4411-4907-7.
4. ↑  Bang, Peter Fibiger; Bayly, C. A.; Scheidel, Walter (2020). 《The Oxford World History of Empire: Volume One: The Imperial Experience》 (영어). Oxford University Press. 92–94쪽. ISBN 978-0-19-977311-4.
5. ↑  Roemer, H. R. (1986). "The Safavid Period". The Cambridge History of Iran, Vol. 6: The Timurid and Safavid Periods. Cambridge: Cambridge University Press, pp. 189–350. ISBN 0-521-20094-6, p. 331: "Depressing though the condition in the country may have been at the time of the fall of Safavids, they cannot be allowed to overshadow the achievements of the dynasty, which was in many respects to prove essential factors in the development of Persia in modern times. These include the maintenance of Persian as the official language and of the present-day boundaries of the country, adherence to the Twelever Shiʻi, the monarchical system, the planning and architectural features of the urban centers, the centralised administration of the state, the alliance of the Shiʻi Ulama with the merchant bazaars, and the symbiosis of the Persian-speaking population with important non-Persian, especially Turkish speaking minorities".
6. 1 2 3  Rudi Matthee, "Safavids 보관됨 2022-09-01 - 웨이백 머신" in Encyclopædia Iranica, accessed on April 4, 2010. "The Persian focus is also reflected in the fact that theological works also began to be composed in the Persian language and in that Persian verses replaced Arabic on the coins." "The political system that emerged under them had overlapping political and religious boundaries and a core language, Persian, which served as the literary tongue, and even began to replace Arabic as the vehicle for theological discourse".
7. ↑  Ronald W Ferrier, The Arts of Persia. Yale University Press. 1989, p. 9.
8. 1 2  John R Perry, "Turkic-Iranian contacts", Encyclopædia Iranica, January 24, 2006: "... written Persian, the language of high literature and civil administration, remained virtually unaffected in status and content"
9. ↑  Cyril Glassé (ed.), The New Encyclopedia of Islam, Lanham, Maryland: Rowman & Littlefield Publishers, revised ed., 2003, ISBN 0-7591-0190-6, p. 392: "Shah Abbas moved his capital from Qazvin to Isfahan. His reigned marked the peak of Safavid dynasty's achievement in art, diplomacy, and commerce. It was probably around this time that the court, which originally spoke a Turkic language, began to use Persian"
10. ↑  Arnold J. Toynbee, A Study of History, V, pp. 514–515. Excerpt: "in the heyday of the Mughal, Safawi, and Ottoman regimes New Persian was being patronized as the language of literae humaniores by the ruling element over the whole of this huge realm, while it was also being employed as the official language of administration in those two-thirds of its realm that lay within the Safawi and the Mughal frontiers"
11. 1 2 3 4  Mazzaoui, Michel B; Canfield, Robert (2002). 〈Islamic Culture and Literature in Iran and Central Asia in the early modern period〉. 《Turko-Persia in Historical Perspective》. Cambridge University Press. 86–87쪽. ISBN 978-0-521-52291-5. Safavid power with its distinctive Persian-Shiʻi culture, however, remained a middle ground between its two mighty Turkish neighbors. The Safavid state, which lasted at least until 1722, was essentially a "Turkish" dynasty, with Azeri Turkish (Azerbaijan being the family's home base) as the language of the rulers and the court as well as the Qizilbash military establishment. Shah Ismail wrote poetry in Turkish. The administration nevertheless was Persian, and the Persian language was the vehicle of diplomatic correspondence (insha'), of belles-lettres (adab), and of history (tarikh).
12. ↑  Ruda Jurdi Abisaab. "Iran and Pre-Independence Lebanon" in Houchang Esfandiar Chehabi, Distant Relations: Iran and Lebanon in the Last 500 Years, IB Tauris 2006, p. 76: "Although the Arabic language was still the medium for religious scholastic expression, it was precisely under the Safavids that hadith complications and doctrinal works of all sorts were being translated to Persian. The ʻAmili (Lebanese scholars of Shiʻi faith) operating through the Court-based religious posts, were forced to master the Persian language; their students translated their instructions into Persian. Persianization went hand in hand with the popularization of 'mainstream' Shiʻi belief."
13. ↑  Savory, Roger M.; Karamustafa, Ahmet T. (2012). 〈ESMĀʿĪL I ṢAFAWĪ: His poetry〉. 《Encyclopaedia Iranica》.
14. ↑  Floor, Willem; Javadi, Hasan (2013). “The Role of Azerbaijani Turkish in Safavid Iran”. 《Iranian Studies》 46 (4): 569–581. doi:10.1080/00210862.2013.784516. S2CID 161700244.
15. ↑  Hovannisian, Richard G.; Sabagh, Georges (1998). 《The Persian Presence in the Islamic World》. Cambridge: Cambridge University Press. 240쪽. ISBN 978-0521591850.
16. ↑  Axworthy, Michael (2010). 《The Sword of Persia: Nader Shah, from Tribal Warrior to Conquering Tyrant》. I.B. Tauris. 33쪽. ISBN 978-0857721938.
17. ↑  Roger Savory (2007). 《Iran Under the Safavids》. Cambridge University Press. 213쪽. ISBN 978-0-521-04251-2. qizilbash normally spoke Azari brand of Turkish at court, as did the Safavid shahs themselves; lack of familiarity with the Persian language may have contributed to the decline from the pure classical standards of former times
18. ↑  Zabiollah Safa (1986), "Persian Literature in the Safavid Period", The Cambridge History of Iran, vol. 6: The Timurid and Safavid Periods. Cambridge: Cambridge University Press, ISBN 0-521-20094-6, pp. 948–965. P. 950: "In day-to-day affairs, the language chiefly used at the Safavid court and by the great military and political officers, as well as the religious dignitaries, was Turkish, not Persian; and the last class of persons wrote their religious works mainly in Arabic. Those who wrote in Persian were either lacking in proper tuition in this tongue, or wrote outside Iran and hence at a distance from centers where Persian was the accepted vernacular, endued with that vitality and susceptibility to skill in its use which a language can have only in places where it truly belongs."
19. ↑  Price, Massoume (2005). 《Iran's Diverse Peoples: A Reference Sourcebook》. ABC-CLIO. 66쪽. ISBN 978-1-57607-993-5. The Shah was a native Turkic speaker and wrote poetry in the Azerbaijani language.
20. ↑  Blow 2009, 165–166쪽 "Georgian, Circassian and Armenian were also spoken [at the court], since these were the mother-tongues of many of the ghulams, as well as of a high proportion of the women of the harem. Figueroa heard Abbas speak Georgian, which he had no doubt acquired from his Georgian ghulams and concubines."
21. ↑  Blake, Stephen P., ed. (2013), "Safavid, Mughal, and Ottoman Empires", Time in Early Modern Islam: Calendar, Ceremony, and Chronology in the Safavid, Mughal and Ottoman Empires, Cambridge: Cambridge University Press, pp. 21–47, doi:10.1017/CBO9781139343305.004, ISBN 978-1-107-03023-7, retrieved 2021-11-10
22. ↑  Ferrier, RW, A Journey to Persia: Jean Chardin's Portrait of a Seventeenth-century Empire, p. ix.
23. ↑  The New Encyclopedia of Islam, Ed. Cyril Glassé, (Rowman & Littlefield Publishers, 2008), 449.
24. ↑  Helen Chapin Metz, ed., Iran, a Country study. 1989. University of Michigan, p. 313
25. ↑  Emory C. Bogle. Islam: Origin and Belief. University of Texas Press. 1989, p. 145.
26. ↑  Stanford Jay Shaw. History of the Ottoman Empire. Cambridge University Press. 1977, p. 77.
27. ↑  Andrew J. Newman, Safavid Iran: Rebirth of a Persian Empire, IB Tauris (2006).
28. ↑  Streusand, Douglas E., Islamic Gunpowder Empires: Ottomans, Safavids, and Mughals (Boulder, Col : Westview Press, 2011) ("Streusand"), p. 135.
29. ↑  Matthee, Rudi (2017) [2008]. "Safavid Dynasty". Encyclopædia Iranica. New York: Columbia University. doi:10.1163/2330-4804_EIRO_COM_509. ISSN 2330-4804. Archived from the original on 25 May 2022. Retrieved 23 June 2022.
30. ↑  
  - Matthee, Rudi. (2005). The Pursuit of Pleasure: Drugs and Stimulants in Iranian History, 1500–1900. Princeton University Press. p. 18; "The Safavids, as Iranians of Kurdish ancestry and of nontribal background (...)".
  - Savory, Roger. (2008). "EBN BAZZĀZ". Encyclopaedia Iranica, Vol. VIII, Fasc. 1. p. 8. "This official version contains textual changes designed to obscure the Kurdish origins of the Safavid family and to vindicate their claim to descent from the Imams."
  - Amoretti, Biancamaria Scarcia; Matthee, Rudi. (2009). "Ṣafavid Dynasty". In Esposito, John L. (ed.) The Oxford Encyclopedia of the Islamic World. Oxford University Press. "Of Kurdish ancestry, the Ṣafavids started as a Sunnī mystical order (...)"
31. ↑  Baltacıoğlu-Brammer, Ayşe (2021). "The emergence of the Safavids as a mystical order and their subsequent rise to power in the fourteenth and fifteenth centuries". In Matthee, Rudi (ed.). The Safavid World. Routledge Worlds (1st ed.). New York and London: Routledge. pp. 15–36. doi:10.4324/9781003170822. ISBN 978-1-003-17082-2. S2CID 236371308.
32. ↑  
  - Roemer, H.R. (1986). "The Safavid Period" in Jackson, Peter; Lockhart, Laurence. The Cambridge History of Iran, Vol. 6: The Timurid and Safavid Periods. Cambridge University Press. pp. 214, 229
  - Blow, David (2009). Shah Abbas: The Ruthless King Who Became an Iranian Legend. I.B. Tauris. p. 3
  - Savory, Roger M.; Karamustafa, Ahmet T. (1998) ESMĀʿĪL I ṢAFAWĪ. Encyclopaedia Iranica Vol. VIII, Fasc. 6, pp. 628–636

Ghereghlou, Kioumars (2016). ḤAYDAR ṢAFAVI. Encyclopaedia Iranica
33. ↑  Aptin Khanbaghi (2006) The Fire, the Star and the Cross: Minority Religions in Medieval and Early. London & New York. IB Tauris. ISBN 1-84511-056-0, pp. 130–131
34. ↑  Yarshater 2001, p. 493.
35. ↑  Khanbaghi 2006, p. 130.
36. ↑  Anthony Bryer. "Greeks and Türkmens: The Pontic Exception", Dumbarton Oaks Papers, Vol. 29 (1975), Appendix II "Genealogy of the Muslim Marriages of the Princesses of Trebizond"
37. ↑  "Safavid Iran" at Encyclopædia Iranica, "The origins of the Safavids are clouded in obscurity. They may have been of Kurdish origin (see R. Savory, Iran Under the Safavids, 1980, p. 2; R. Matthee, "Safavid Dynasty" at iranica.com), but for all practical purposes they were Turkish-speaking and Turkified."
38. ↑  Why is there such confusion about the origins of this important dynasty, which reasserted Iranian identity and established an independent Iranian state after eight and a half centuries of rule by foreign dynasties? Roger Savory, Iran under the Safavids (Cambridge University Press, Cambridge, 1980), p. 3.
39. ↑  Herzig, Edmund; Stewart, Sarah (2011). Early Islamic Iran. I. B. Tauris.
40. ↑  Amanat 1997, 13쪽.
41. ↑  Amanat 2017, 443쪽.
42. ↑  Amanat 1997, 15쪽.
43. ↑  Amanat 2019, 33쪽.
44. ↑  Ashraf 2024, 82–83쪽.
45. ↑  Savory 1974, 180쪽.
46. ↑  Matthee 2009, 241쪽.
47. 1 2  사파비 제국 - 이란 백과사전
48. 1 2 3 4 5  Savory, Roger (2012) [1995]. 〈Ṣafawids〉.   Bosworth, C. E.; van Donzel, E. J.; Heinrichs, W. P.; Lewis, B.; Pellat, Ch.; Schacht, J. 《Encyclopaedia of Islam, Second Edition》 8. Leiden and Boston: Brill Publishers. doi:10.1163/1573-3912_islam_COM_0964. ISBN 978-90-04-16121-4.
49. ↑  Anthony Bryer. "Greeks and Türkmens: The Pontic Exception", Dumbarton Oaks Papers, Vol. 29 (1975), Appendix II "Genealogy of the Muslim Marriages of the Princesses of Trebizond"
50. ↑  Peter Charanis. "Review of Emile Janssens' Trébizonde en Colchide", Speculum, Vol. 45, No. 3 (July 1970), p. 476.
51. ↑  Anthony Bryer, open citation, p. 136.
52. ↑  Masters, Bruce (2009). 〈Baghdad〉.   Ágoston, Gábor; Masters, Bruce. 《Encyclopedia of the Ottoman Empire》. New York: Facts On File. 71쪽. ISBN 978-0-8160-6259-1. LCCN 2008020716. 2016년 5월 16일에 원본 문서에서 보존된 문서. 2022년 6월 21일에 확인함.
53. 1 2  "Ismail Safavi" Encyclopædia Iranica
54. ↑  V. Minorsky, "The Poetry of Shāh Ismā‘īl I", Bulletin of the School of Oriental and African Studies, University of London 10/4 (1942): 1006–1053.
55. ↑  
  - Roemer, H.R. (1986). "The Safavid Period" in Jackson, Peter; Lockhart, Laurence. The Cambridge History of Iran, Vol. 6: The Timurid and Safavid Periods. Cambridge University Press. pp. 214, 229
  - Blow, David (2009). Shah Abbas: The Ruthless King Who Became an Iranian Legend. I.B. Tauris. p. 3
  - Savory, Roger M.; Karamustafa, Ahmet T. (1998) ESMĀʿĪL I ṢAFAWĪ. Encyclopaedia Iranica Vol. VIII, Fasc. 6, pp. 628–636
  - Ghereghlou, Kioumars (2016). ḤAYDAR ṢAFAVI. Encyclopaedia Iranica
56. ↑  Richard Tapper. "Shahsevan in Safavid Persia", Bulletin of the School of Oriental and African Studies, University of London, Vol. 37, No. 3, 1974, p. 324.
57. ↑  Lawrence Davidson, Arthur Goldschmid, A Concise History of the Middle East, Westview Press, 2006, p. 153.
58. ↑  Britannica Concise 보관됨 2008-01-20 - 웨이백 머신. "Safavid Dynasty", Online Edition 2007.
59. ↑  George Lenczowski, "Iran under the Pahlavis", Hoover Institution Press, 1978, p. 79: "Ismail Safavi, descendant of the pious Shaykh Ishaq Safi al-Din (d. 1334), seized Tabriz assuming the title of Shahanshah-e-Iran".
60. ↑  Stefan Sperl, C. Shackle, Nicholas Awde, "Qasida poetry in Islamic Asia and Africa", Brill Academic Pub; Set Only edition (February 1996), p. 193: "Like Shah Ni'mat Allah-i Vali he hosted distinguished visitors among them Ismail Safavi, who had proclaimed himself Shahanshah of Iran in 1501 after having taken Tabriz, the symbolic and political capital of Iran".
61. ↑  Heinz Halm, Janet Watson, Marian Hill, Shiʻism, translated by Janet Watson, Marian Hill, Edition: 2, illustrated, published by Columbia University Press, 2004, p. 80: "...he was able to make his triumphal entry into Alvand's capital Tabriz. Here he assumed the ancient Iranian title of King of Kings (Shahanshah) and setup up Shiʻi as the ruling faith"
62. ↑  Virani, Shafique N. The Ismailis in the Middle Ages: A History of Survival, A Search for Salvation (New York: Oxford University Press), 2007, 113.
63. ↑  H.R. Roemer, The Safavid Period, in Cambridge History of Iran, Vol. VI, Cambridge University Press 1986, p. 339: "Further evidence of a desire to follow in the line of Turkmen rulers is Ismail's assumption of the title "Padishah-i-Iran"
64. ↑  "Iranian identity iii. Medieval Islamic period" in Encyclopædia Iranica 보관됨 2019-10-25 - 웨이백 머신: "The Safavid kings called themselves, among other appellations, the "heart of the shrine of ʿAli" (kalb-e āstān-e ʿAli), while assuming the title of Šāhanšāh (the king of kings) of Persia/Iran". Quote 2: "Even Ottoman sultans, when addressing the Āq Quyunlu and Safavid kings, used such titles as the "king of Iranian lands" or the "sultan of the lands of Iran" or "the king of kings of Iran, the lord of the Persians" or the "holders of the glory of Jamšid and the vision of Faridun and the wisdom of Dārā." They addressed Shah Esmaʿil as: "the king of Persian lands and the heir to Jamšid and Kay-ḵosrow" (Navāʾi, pp. 578, 700–702, 707). During Shah ʿAbbās's reign the transformation is complete and Shiʿite Iran comes to face the two adjacent Sunni powers: the Ottoman Empire to the west and the Kingdom of Uzbeks to the east."
65. ↑  Ward, Steven R. (2014). 《Immortal, Updated Edition: A Military History of Iran and Its Armed Forces》. Georgetown University Press. 43쪽. ISBN 978-1-62616-032-3.
66. ↑  Sinclair, T.A. (1989). 《Eastern Turkey: An Architectural & Archaeological Survey, Volume II》. Pindar Press. 289쪽. ISBN 978-1-904597-75-9.
67. ↑  Rayfield, Donald (2013). 《Edge of Empires: A History of Georgia》. Reaktion Books. 165쪽. ISBN 978-1-78023-070-2.
68. ↑  Shah Ismail I 보관됨 2019-07-25 - 웨이백 머신 Retrieved July 2015
69. 1 2 3  Streusand, p. 146.
70. ↑  Colin P. Mitchell, "Ṭahmāsp I" 보관됨 2015-05-17 - 웨이백 머신 Encyclopædia Iranica (July 15, 2009).
71. 1 2 3  Roemer 2008, 234쪽.
72. 1 2 3 4 5  Mitchell 2009b.
73. ↑  Savory & Bosworth 2012; Roemer 2008, 234쪽
74. 1 2  Newman 2008, 26쪽.
75. 1 2  Savory 2007, 55쪽.
76. 1 2 3 4  Savory & Bosworth 2012.
77. ↑  Roemer 2008, 235쪽.
78. ↑  Romer, pp. 234–237.
79. 1 2  Roemer 2008, 241쪽.
80. 1 2 3  Newman 2008, 28쪽.
81. ↑  Streusand 2019, 148쪽.
82. ↑  Roemer 2008, 242쪽.
83. ↑  Tucker 2021, 549쪽.
84. ↑  Fleischer 1985.
85. ↑  Roemer 2008, 242–243쪽.
86. ↑  Mitchell 2009a, 79쪽.
87. ↑  Roemer 2008, 243쪽.
88. ↑  Roemer 2008, 243–244쪽.
89. ↑  Savory 2007, 63쪽.
90. 1 2  Köhbach 1985.
91. ↑  Savory 2007, 65쪽; Panahi 2015, 52쪽.
92. ↑  Savory 2007, 64쪽.
93. 1 2 3  Hitchins 2000.
94. ↑  Maeda 2021, 129쪽.
95. ↑  Panahi 2015, 46쪽.
96. 1 2 3  Maeda 2021, 130쪽.
97. ↑  Mikaberidze 2015, xxxi쪽.
98. ↑  Roemer 2008, 245쪽.
99. ↑  Savory 2007, 66쪽.
100. ↑  John F. Richards, The Mughal Empire (Cambridge, U.K.: Cambridge University Press, c. 1995), p. 11.
101. ↑  Riazul Islam; Indo-Persian Relations: A Study of the Political and Diplomatic Relations between the Mughal Empire and Iran (Tehran: Iranian Cultural Foundation, 1970), pp. 22–47.
102. ↑  Eraly 2000, 104쪽.
103. ↑  Soudavar 2017, 49쪽.
104. ↑  Savory, R, Iran under the Safavids, p. 66.
105. ↑  Nahavandi and Bomati pp. 284–286
106. ↑  Savory, pp. 129–131.
107. 1 2 3 4 5 6  “Tahmāsp I”. 2015년 5월 12일에 확인함.
108. ↑  Streusand, p. 148.
109. ↑  “BARDA and BARDA-DĀRI v. Military slavery in Islamic Iran”. 2014년 4월 15일에 확인함.
110. ↑  Roemer 2008, 246쪽.
111. ↑  Manz, Beatrice. 〈Čarkas〉. 《Encyclopædia Iranica》. 2014년 11월 2일에 원본 문서에서 보존된 문서. 2014년 4월 1일에 확인함.
112. ↑  Lapidus, Ira M. (2012). 《Islamic Societies to the Nineteenth Century: A Global History》. Cambridge University Press. 494쪽. ISBN 978-0-521-51441-5.
113. ↑  Rosemary Stanfield Johnson, "Sunni Survival in Safavid Iran: Anti-Sunni Activities during the Reign of Tahmasp I," Iranian Studies, vol. 27, pp. 123–133 (1994), pp. 125–126, 128–131
114. ↑  Roemer. pp. 250–51.
115. ↑  Farrokh, Kaveh (2011). 《Iran at War: 1500–1988》. Bloomsbury Publishing. ISBN 978-1-78096-240-5.
116. ↑  Streusand, p. 149.
117. ↑  Roemer, p. 251.
118. ↑  Roemer, p. 252.
119. ↑  Savory, p. 70.
120. ↑  Roemer, p. 253.
121. 1 2  Roemer, p. 255.
122. ↑  Roemer, p. 354
123. ↑  Streusand, P. 149.
124. ↑  Abolala Soudavar, "The Patronage of Vizier Mirza Salman," Muqarmas. Vol. 30, pp. 213–234 (2013), p. 216.
125. ↑  Sicker 2001, 2–3쪽.
126. ↑  Roemer, p. 256.
127. ↑  Roemer, p. 257.
128. ↑  Roemer, pp. 257–258.
129. ↑  Roemer, p. 259.
130. ↑  Streusand, p. 150
131. ↑  Savory, p. 74.
132. ↑  Savory, pp. 74–76.
133. ↑  Savory, p. 76.
134. ↑  Savory, p. 177
135. ↑  Streusand, pp. 151–152.
136. ↑  Savory, pp. 82–83.
137. ↑  Streusand, p. 152.
138. ↑  Kremer, William (2013년 1월 25일). “Why Did Men Stop Wearing High Heels?”. 《BBC News》. 2014년 8월 17일에 원본 문서에서 보존된 문서. 2014년 9월 13일에 확인함.
139. ↑  Savory, pp. 78–79.
140. ↑  Savory 1980, 79쪽
141. 1 2  Bomati & Nahavandi 1998, 141–142쪽
142. ↑  Bomati & Nahavandi 1998, 143쪽
143. ↑  Roemer 1986, 267쪽
144. ↑  Savory 1980, 84쪽
145. ↑  Bomati & Nahavandi 1998, 147–148쪽
146. ↑  Savory 1980, 85쪽
147. ↑  Bomati & Nahavandi 1998, 148–149쪽
148. ↑  Bomati & Nahavandi 1998, 149–150쪽
149. ↑  Bomati & Nahavandi 1998, 150–151쪽
150. ↑  Savory 1980, 87쪽
151. ↑  Bomati & Nahavandi 1998, 153쪽
152. ↑  Bomati & Nahavandi 1998, 154쪽
153. ↑  Bomati & Nahavandi 1998, 155쪽
154. ↑  Bomati & Nahavandi 1998, 156쪽
155. ↑  Bomati & Nahavandi 1998, 157–158쪽
156. ↑  Bomati & Nahavandi 1998, 158쪽
157. ↑  Bomati & Nahavandi 1998, 158–159쪽
158. 1 2 3 4  Mitchell, Colin P. (2011). 《New Perspectives on Safavid Iran: Empire and Society》. Taylor & Francis. 69쪽. ISBN 978-1-136-99194-3.
159. ↑  Khanbaghi 2006, 131쪽
160. 1 2  Mikaberidze 2015, 291, 536쪽.
161. 1 2  Blow 2009, 174쪽.
162. ↑  Matthee, Rudi (2012년 2월 7일). “GEORGIA vii. Georgians in the Safavid Administration”. 《iranicaonline.org》. 2021년 5월 14일에 확인함.
163. ↑  Suny p. 50틀:Incomplete short citation
164. ↑  Asat'iani & Bendianachvili 1997, 188쪽
165. ↑  “Alaverdy Eparchy” (PDF). 2015년 5월 12일에 확인함.
166. ↑  Mitchell, Colin P. (2011). 《New Perspectives on Safavid Iran: Empire and Society》. Taylor & Francis. 70쪽. ISBN 978-1-136-99194-3.
167. ↑  사파비 제국 - 이란 백과사전
168. ↑  Dzhalilov, O Dzh (1967). 《Kurdski geroicheski epos Zlatoruki Khan (The Kurdish heroic epic Gold-hand Khan)》 (러시아어). Moscow. ISBN 978-0-89158-296-0.
169. ↑  “Islamic Groups” (JPEG). University of Texas.
170. ↑  Vehse, Carl Eduard (1856). 《Memoirs of the Court, Aristocracy, and Diplomacy of Austria》. Longman, Brown, Green, and Longmans. 71쪽.
171. ↑  Laurence Lockhart in The Legacy of Persia ed. A. J. Arberry (Oxford University Press, 1953), p. 347.
172. ↑  Nahavandi and Bomati p. 114.
173. ↑  Shakespeare, William (2001). 《Twelfth Night: Or, What You Will》. Classic Books Company. 177쪽. ISBN 978-0-7426-5294-1.
174. ↑  Richard Wilson, “When Golden Time Convents”: Twelfth Night and Shakespeare's Eastern Promise, Shakespeare, Volume 6, Issue 2 June 2010, pp. 209–226.
175. ↑  Nahavandi, Bomati pp. 128–130.
176. ↑  Nahavandi, Bomati, pp. 130–137.
177. ↑  Olson, James S.; Shadle, Robert (1996). 《Historical Dictionary of the British Empire》. Greenwood Publishing Group. 1005쪽. ISBN 978-0-313-29367-2.
178. ↑  Nahavandi, Bomati, pp. 161–162.
179. ↑  Encyclopædia Iranica, "Abbas I the Great", p. 75.
180. ↑  Floor, Willem; Clawson, Patrick (2000). “Safavid Iran's search for silver and gold”. 《International Journal of Middle East Studies》 32 (3): 345–368. doi:10.1017/S0020743800021139. S2CID 162418783.
181. ↑  Mottahedeh, Roy, The Mantle of the Prophet: Religion and Politics in Iran, One World, Oxford, 1985, 2000, p. 204.
182. ↑  Subrahmanyam, Sanjay (1988). “Persians, pilgrims, and Portuguese: The travails of Masulipatnam shipping in the western Indian ocean, 1590–1665”. 《Modern Asian Studies》 22 (3): 503–530. doi:10.1017/S0026749X00009653. S2CID 144502214.
183. ↑  Kotilaine, Jarmo T. (2005). 《Russia's foreign trade and economic expansion in the seventeenth century: Windows on the world》. Leiden. 330–360, 450–485쪽. ISBN 9789004138964.
184. ↑  Utz, Axel (2011). 《Cultural exchange, imperialist violence, and pious missions: Local perspectives from Tanjavur and Lenape country, 1720–1760》 (학위논문). Pennsylvania State University. 84–85, 93–94쪽. ProQuest 902171220. |id=에 templatestyles stripmarker가 있음(위치 1) (도움말)
185. ↑  Munshī 1978, 1116쪽
186. ↑  Sīstānī, 509쪽
187. ↑  Javakhishvili 1970
188. ↑  Newman 2008, 93쪽; Matthee 2012.
189. ↑  Roemer 2008, 306쪽.
190. ↑  Matthee 2015.
191. 1 2 3  Matthee 2015a.
192. ↑  Matthee 2011, 231쪽.
193. 1 2  Matthee 2002, 163–165쪽.
194. ↑  Axworthy 2006, 35쪽.
195. 1 2  Matthee 2011, 233쪽.
196. ↑  Matthee 2011, 233–244쪽.
197. 1 2 3 4  Matthee 2011, 234쪽.
198. ↑  Axworthy 2006, 37쪽.
199. ↑  Axworthy 2006, 36쪽.
200. ↑  Matthee 2011, 166쪽.
201. ↑  Axworthy 2006, 44쪽.
202. ↑  Axworthy 2006, 47–49쪽.
203. ↑  Axworthy 2006, 50–51쪽.
204. ↑  Axworthy 2006, 51쪽.
205. ↑  Axworthy 2006, 52쪽.
206. ↑  Axworthy 2006, 52–53쪽.
207. ↑  Axworthy 2006, 54–55쪽.
208. ↑  Mikaberidze, Alexander (2011). 〈Treaty of Ganja (1735)〉.   Mikaberidze, Alexander. 《Conflict and Conquest in the Islamic World: A Historical Encyclopedia》. ABC-CLIO. 329쪽. ISBN 978-1598843361.
209. ↑  사파비 제국 - 이란 백과사전
210. ↑  Lang, David Marshall (1957). 《The Last Years of the Georgian Monarchy, 1658–1832》. Columbia University Press. 142쪽. ISBN 9780231937108.